# Lista speciilor de animale pe cale de dispariție

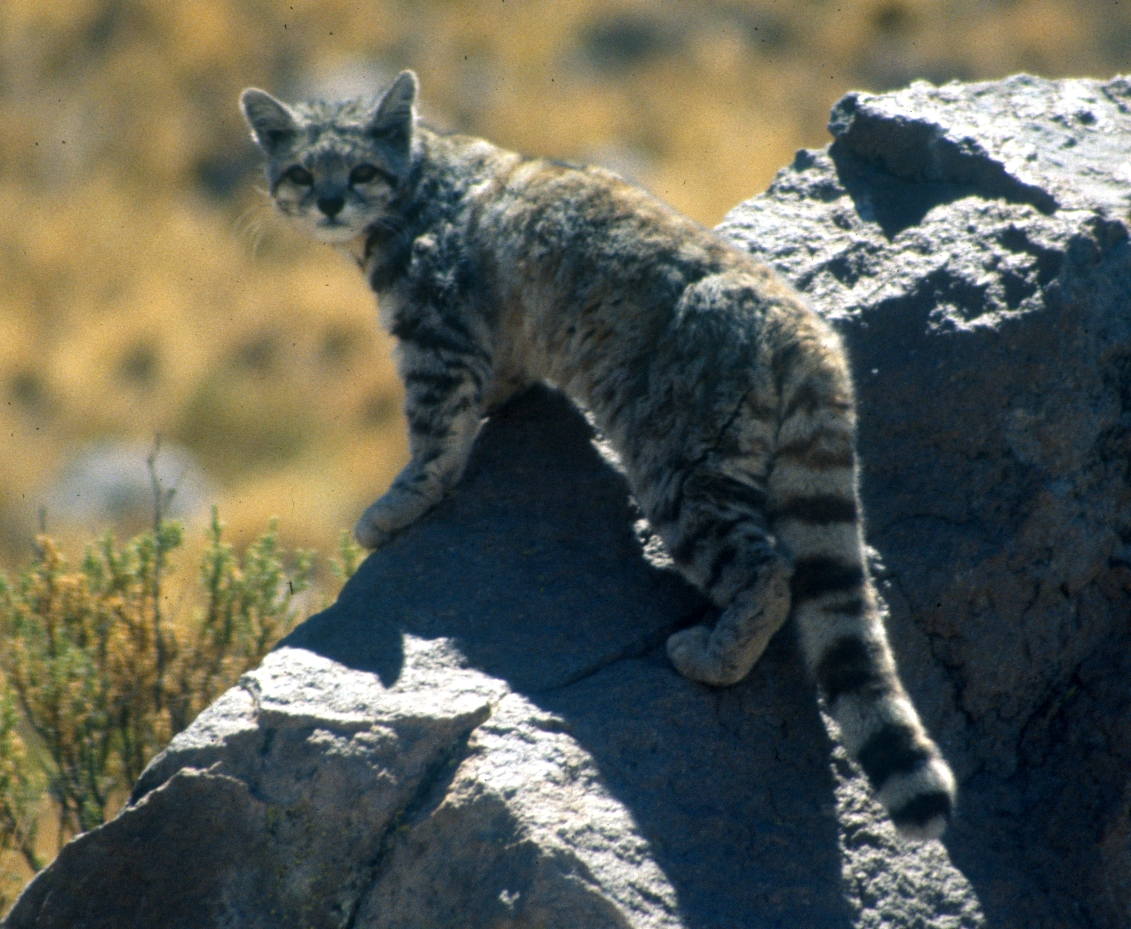
Pisica montană andină (Leopardus jacobita) este o specie amenințată

La 19 august 2018, Lista roșie a IUCN includea 4584 de specii, subspecii și populații amenințate cu extincția.

## Annelida

### Clitellata

#### Megadrilaceae

##### Megascolecidae
- Diporochaeta pounamu
- Diporochaeta radula
- Driloleirus macelfreshi
- Megascolides australis
- Tokea huttoni
- Tokea kirki
- Tokea unipapillata
- Zacharius obo

##### Moniligastridae
- Drawida moriokaensis

#### Opisthopora

##### Octochaetidae
- Deinodrilus gorgon
- Deinodrilus medusa
- Octochaetus diememoratio
- Octochaetus kenleei

## Arthropoda

### Arachnida

#### Araneae

##### Araneidae
- Larinia dasia
- Prasonica anarillea
- Prasonicella marsa

##### Barychelidae
- Sason sechellanum

##### Clubionidae
- Clubiona mahensis
- Clubiona nigrimaculosa

##### Lycosidae
- Adelocosa anops
- Vesubia jugorum

##### Nephilidae
- Nephilingis borbonica
- Nephilingis dodo

##### Oonopidae
- Gamasomorpha mornensis
- Ischnothyreus serpentinum
- Lionneta mahensis
- Lionneta orophila
- Lionneta praslinensis
- Lionneta savyi
- Lionneta sechellensis
- Lionneta silhouettei
- Lionneta veli
- Orchestina justini
- Orchestina sechellorum
- Patri david
- Prida sechellensis
- Stenoonops opisthornatus

##### Pholcidae
- Cenemus mikehilli
- Cenemus silhouette

##### Salticidae
- Baviola luteosignata
- Cynapes wrighti
- Hispo alboclypea
- Hispo striolata
- Microbianor golovatchi
- Pseudicius seychellensis
- Sadies gibbosa
- Sadies trifasciata
- Salpesia soricina

##### Scytodidae
- Scytodes pholcoides

##### Symphytognathidae
- Anapistula seychellensis

##### Telemidae
- Seychellia wiljoi

##### Tetrablemmidae
- Mariblemma pandani
- Tetrablemma benoiti

##### Tetragnathidae
- Tylorida mornensis

##### Theraphosidae
- Haploclastus kayi
- Poecilotheria formosa
- Poecilotheria miranda
- Poecilotheria rufilata

##### Theridiidae
- Argyrodes chionus
- Bardala labarda
- Dipoena hasra
- Dipoena pristea
- Euryopis helcra
- Nanume naneum
- Phycosoma menustya
- Rhomphaea recurvata
- Robertia braueri
- Theridion cloxum
- Theridion mehlum
- Theridion nagorum
- Theridion palanum

##### Thomisidae
- Firmicus insularis

#### Holothyroidae

##### Holothyridae
- Sternothyrus braueri

#### Opiliones

##### Biantidae
- Biantes albimanus
- Biantes minimus

##### Oncopodidae
- Gnomulus bedoharvengorum

##### Podoctidae
- Ibalonius bimaculatus
- Ibalonius inscriptus
- Ibalonius karschii

##### Samoidae
- Mitraceras pulchra
- Samoa sechellana

#### Oribatida

##### Scheloribatidae
- Scheloribates evanescens

#### Pseudoscorpiones

##### Atemnidae
- Anatemnus seychellesensis

##### Syarinidae
- Ideoblothrus seychellesensis

##### Tridenchthoniidae
- Compsaditha seychellensis

#### Schizomida

##### Hubbardiidae
- Anepsiozomus sobrinus
- Apozomus gerlachi

#### Scorpiones

##### Buthidae
- Isometrus deharvengi

### Branchiopoda

#### Anostraca

##### Branchinectidae
- Branchinecta conservatio
- Branchinecta longiantenna
- Branchinecta sandiegonensis

##### Streptocephalidae
- Streptocephalus dendrophorus
- Streptocephalus dendyi
- Streptocephalus guzmani
- Streptocephalus woottoni
- Streptocephalus zuluensis

##### Thamnocephalidae
- Branchinella alachua

#### Notostraca

##### Triopsidae
- Lepidurus packardi

### Chilopoda

#### Geophilomorpha

##### Mecistocephalidae
- Mecistocephalus megalodon

#### Lithobiomorpha

##### Lithobiidae
- Australobius abbreviatus
- Australobius inflatitarsis
- Australobius sechellarum

#### Scutigeromorpha

##### Scutigeridae
- Seychellonema gerlachi

### Diplopoda

#### Polyzoniida

##### Siphonotidae
- Rhinotus densepilosus
- Rhinotus vanmoli

#### Siphonophorida

##### Siphonophoridae
- Gonatotrichus silhouettensis
- Pterozonium tropiphorum

#### Sphaerotheriida

##### Arthrosphaeridae
- Sphaeromimus inexpectatus
- Zoosphaerium arborealis
- Zoosphaerium solitarium
- Zoosphaerium tainkintana

##### Zephroniidae
- Sechelliosoma forcipatum

#### Spirobolida

##### Pachybolidae
- Alluviobolus antanosy
- Alluviobolus tsimelahy
- Aphistogoniulus aridus
- Aphistogoniulus hova
- Aphistogoniulus infernalis
- Aphistogoniulus jeekeli
- Aphistogoniulus sanguineus
- Colossobolus aculeatus
- Colossobolus semicyclus
- Eucarlia hoffmani
- Eucarlia urophora
- Flagellobolus pauliani
- Riotintobolus aridus
- Spiromanes braueri
- Spiromanes sechellarum

##### Spiroboleliidae
- Hylekobolus griseus

#### Spirostreptida

##### Spirostreptidae
- Doratogonus furculifer
- Doratogonus infragilis
- Doratogonus minor
- Doratogonus rubipodus
- Doratogonus septentrionalis
- Doratogonus zuluensis
- Sechelleptus seychellarum

### Insecta

#### Archaeognatha

##### Machilidae
- Trigoniophthalmus borgesi

#### Blattodea

##### Blattellidae
- Hololeptoblatta minor
- Miriamrothschildia aldabrensis
- Miriamrothschildia biplagiata
- Miriamrothschildia mahensis
- Theganopteryx lunulata
- Theganopteryx minuta

##### Nocticolidae
- Nocticola gerlachi

#### Coleoptera

##### Anthicidae
- Anthicus sacramento

##### Anthribidae
- Acarodes gutta
- Homoeodera coriacea
- Homoeodera globulosa
- Valenfriesia aenea
- Valenfriesia bewicki
- Valenfriesia dalei
- Valenfriesia grayii
- Valenfriesia rufopicta
- Valenfriesia subfasciata

##### Buprestidae
- Buprestis splendens

##### Carabidae
- Cedrorum azoricus
- Eustra honchongensis
- Trechus picoensis
- Trechus terrabravensis

##### Cerambycidae
- Anaglyptus luteofasciatus
- Anaglyptus praecellens
- Callidium libani
- Crotchiella brachyptera
- Drymochares cylindraceus
- Drymochares truquii
- Glaphyra bassettii
- Glaphyra tenuitarsis
- Isotomus jarmilae
- Isotomus theresae
- Neomarius gandolphii
- Poecilium gudenzii
- Poecilium kasnaki
- Pseudogaurotina excellens
- Pseudomyrmecion ramalinum
- Pseudosphegesthes bergeri
- Ropalopus ungaricus
- Semanotus algiricus
- Vesperella maroccana
- Xylotoles costatus

##### Cetoniidae
- Gnorimus baborensis
- Gnorimus decempunctatus
- Osmoderma cristinae
- Osmoderma italica
- Osmoderma lassallei

##### Cicindelidae
- Cicindela columbica
- Cicindela puritana

##### Ciidae
- Atlantocis gillerforsi

##### Cleridae
- Opilo orocastaneus

##### Cucujidae
- Cucujus tulliae

##### Curculionidae
- Calacalles droueti
- Drouetius azoricus
- Drouetius borgesi
- Drouetius oceanicus
- Gymnopholus lichenifer
- Phloeosinus gillerforsi
- Pseudechinosoma nodosum

##### Dynastidae
- Calicnemis latreillei
- Calicnemis obesa sardiniensis

##### Dytiscidae
- Agabus clypealis
- Agabus discicollis
- Agabus godmanni
- Agabus hozgargantae
- Deronectes aljibensis
- Graptodytes delectus
- Hydroporus guernei
- Hydrotarsus pilosus
- Rhantus alutaceus
- Rhithrodytes agnus

##### Elateridae
- Ampedus assingi
- Ampedus quadrisignatus
- Ampedus rifensis
- Athous azoricus
- Heteroderes azoricus
- Limoniscus violaceus
- Stenagostus sardiniensis

##### Erotylidae
- Triplax castanea
- Triplax emgei

##### Geotrupidae
- Ceratophyus martinezi
- Ceratophyus rossii
- Thorectes balearicus
- Thorectes baraudi
- Thorectes castillanus
- Thorectes catalonicus
- Thorectes chersinus
- Thorectes coiffaiti
- Thorectes distinctus
- Thorectes hernandezi
- Thorectes hispanus
- Thorectes orocantabricus
- Thorectes punctatissimus
- Thorectes punctatolineatus
- Thorectes puncticollis
- Thorectes sardous
- Thorectes variolipennis
- Typhaeus hiostius
- Typhaeus momus

##### Latridiidae
- Metophthalmus occidentalis

##### Lucanidae
- Colophon barnardi
- Colophon eastmani
- Colophon haughtoni
- Colophon thunbergi
- Colophon whitei
- Dorcus alexisi

##### Scarabaeidae
- Ahermodontus ambrosi
- Ateuchus ambiguus
- Canthonella gomezi
- Cheirotonus jambar
- Cryptocanthon altus
- Cryptocanthon nebulinus
- Cryptocanthon punctatus
- Dichotomius eucranioides
- Dichotomius schiffleri
- Endroedyolus paradoxus
- Heptaulacus gadetinus
- Mellissius adumbratus
- Nimbus anyerae
- Onoreidium howdeni
- Onthophagus aureofuscus
- Proagoderus uluguru
- Sarophorus punctatus
- Scybalocanthon arcabuquensis

##### Staphylinidae
- Euconnus azoricus
- Phloeostiba azorica

##### Tenebrionidae
- Allecula suberina
- Corticeus bicoloroides
- Corticeus vanmeeri
- Corticeus versipellis
- Harvengia vietnamita
- Mycetochara flavipennis

##### Trogositidae
- Leipaspis pinicola

##### Zopheridae
- Diodesma besucheti
- Pycnomerus italicus
- Tarphius azoricus
- Tarphius besucheti
- Tarphius furtadoi
- Tarphius tornvalli

#### Dermaptera

##### Carciniphoridae
- Anisolabis scotti

#### Diptera

##### Blephariceridae
- Edwardsina gigantea

##### Psychodidae
- Nemapalpus nearcticus

#### Ephemeroptera

##### Oniscigastridae
- Tasmanophlebi lacuscoerulei

#### Grylloblattodea

##### Grylloblattidae
- Namkungia biryongensis

#### Hemiptera

##### Cicadellidae
- Aphrodes hamiltoni

##### Cixiidae
- Cixius azofloresi
- Cixius azomariae
- Cixius azopicavus

##### Psyllidae
- Acizzia mccarthyi

#### Hymenoptera

##### Andrenidae
- Andrena stepposa
- Flavipanurgus granadensis

##### Apidae
- Ammobates melectoides
- Bombus brachycephalus
- Bombus crotchii
- Bombus dahlbomii
- Bombus fraternus
- Bombus haueri
- Bombus inexspectatus
- Bombus reinigiellus
- Bombus steindachneri

##### Colletidae
- Colletes merceti
- Colletes sierrensis
- Colletes wolfi

##### Halictidae
- Halictus carinthiacus
- Halictus microcardia
- Lasioglossum breviventre

##### Melittidae
- Dasypoda frieseana

#### Lepidoptera

##### Argyresthiidae
- Argyresthia minusculella

##### Gelechiidae
- Brachmia infuscatella

##### Gracillariidae
- Micrurapteryx bistrigella

##### Hesperiidae
- Ocybadistes knightorum

##### Lycaenidae
- Acrodipsas illidgei
- Aloeides nubilus
- Arawacus aethesa
- Joiceya praeclarus
- Nirodia belphegor
- Orachrysops niobe
- Oxychaeta dicksoni
- Paralucia spinifera
- Plebejus vogelii
- Plebejus zullichi
- Poecilmitis rileyi
- Poecilmitis swanepoeli
- Polyommatus dama
- Polyommatus humedasae
- Polyommatus theresiae
- Pseudophilotes fatma
- Trimenia wallengrenii

##### Noctuidae
- Graphania granti

##### Nymphalidae
- Amauris comorana
- Arethusana aksouali
- Euploea albicosta
- Euploea caespes
- Euploea mitra
- Euploea tripunctata
- Hipparchia christenseni
- Hipparchia sbordonii
- Ideopsis hewitsonii
- Lasiommata meadewaldoi
- Maniola halicarnassus
- Parantica kuekenthali
- Parantica marcia
- Parantica milagros
- Parantica schoenigi
- Parantica sulewattan
- Parantica timorica
- Pararge xiphia
- Pseudochazara amymone
- Pseudochazara euxina
- Tiradelphe schneideri

##### Papilionidae
- Graphium levassori
- Graphium sandawanum
- Ornithoptera alexandrae
- Papilio aristophontes
- Papilio chikae
- Papilio homerus
- Papilio moerneri

##### Pieridae
- Gonepteryx maderensis
- Pieris cheiranthi

##### Sphingidae
- Tinostoma smaragditis

##### Stathmopodidae
- Neomariania scriptella

##### Tineidae
- Eudarcia atlantica

#### Mantodea

##### Mantidae
- Pseudoyersinia canariensis

#### Odonata

##### Aeshnidae
- Acanthaeschna victoria
- Austroaeschna ingrid
- Austroaeschna muelleri
- Boyeria cretensis
- Planaeschna ishigakiana ishigakiana
- Planaeschna ishigakiana nagaminei
- Planaeschna risi sakishimana
- Rhionaeschna caligo
- Rhionaeschna galapagoensis
- Sarasaeschna kunigamiensis
- Staurophlebia bosqi

##### Argiolestidae
- Allolestes maclachlanii
- Nesolestes pauliani

##### Austropetaliidae
- Phyllopetalia altarensis

##### Calopterygidae
- Caliphaea angka
- Calopteryx exul
- Calopteryx hyalina
- Calopteryx syriaca
- Matrona japonica
- Sapho puella
- Umma mesumbei
- Umma purpurea

##### Chlorocyphidae
- Africocypha centripunctata
- Africocypha varicolor
- Chlorocypha schmidti
- Libellago balus
- Platycypha auripes
- Platycypha inyangae
- Rhinocypha hageni
- Rhinocypha orea
- Rhinocypha uenoi
- Stenocypha hasta

##### Chlorogomphidae
- Chlorogomphus brunneus brunneus
- Chlorogomphus okinawensis

##### Coenagrionidae
- Acanthagrion williamsoni
- Aciagrion fasciculare
- Agriocnemis ruberrima ruberrima
- Ceriagrion citrinum
- Coenagriocnemis insularis
- Coenagriocnemis rufipes
- Drepanoneura donnellyi
- Ischnura gemina
- Mesamphiagrion demarmelsi
- Mesamphiagrion gaudiimontanum
- Mesamphiagrion nataliae
- Mesamphiagrion santainense
- Microneura caligata
- Oreocnemis phoenix
- Proischnura polychromatica
- Pseudagrion arabicum
- Pseudagrion torridum hulae
- Pseudagrion vumbaense
- Telebasis flammeola

##### Cordulegastridae
- Cordulegaster helladica
- Cordulegaster helladica buchholzi
- Cordulegaster helladica helladica
- Cordulegaster sarracenia

##### Corduliidae
- Hemicordulia apoensis
- Hemicordulia mindana nipponica
- Hemicordulia ogasawarensis
- Procordulia lompobatang

##### Euphaeidae
- Bayadera ishigakiana

##### Gomphidae
- Asiagomphus amamiensis amamiensis
- Asiagomphus amamiensis okinawanus
- Asiagomphus coreanus
- Asiagomphus yayeyamensis
- Epigomphus armatus
- Epigomphus camelus
- Epigomphus clavatus
- Epigomphus corniculatus
- Epigomphus donnellyi
- Epigomphus flinti
- Epigomphus houghtoni
- Epigomphus maya
- Epigomphus paulsoni
- Epigomphus subsimilis
- Epigomphus sulcatistyla
- Epigomphus verticicornis
- Epigomphus westfalli
- Gomphidia kelloggi
- Gomphidia pearsoni
- Hemigomphus cooloola
- Microgomphus wijaya
- Notogomphus cottarellii
- Notogomphus maathaiae
- Notogomphus ruppeli
- Progomphus risi
- Progomphus tennesseni
- Progomphus zephyrus
- Stylogomphus ryukyuanus asatol
- Stylogomphus ryukyuanus watanabei

##### Hemiphlebiidae
- Hemiphlebia mirabilis

##### Heteragrionidae
- Heteragrion calendulum

##### Hypolestidae
- Hypolestes clara

##### Lestidae
- Lestes auripennis

##### Lestoideidae
- Lestoidea lewisiana

##### Libellulidae
- Acisoma ascalaphoides
- Aethiothemis gamblesi
- Aethiothemis modesta
- Hylaeothemis fruhstorferi
- Leucorrhinia intermedia ijimai
- Micrathyria coropinae
- Neodythemis munyaga
- Orthetrum poecilops miyajimaense
- Sympetrum maculatum
- Tetrathemis yerburii
- Thalassothemis marchali
- Urothemis thomasi
- Urothemis thomasi thomasi

##### Macromiidae
- Macromia kubokaiya

##### Not Assigned
- Idionyx galeata
- Nesocordulia villiersi
- Rhipidolestes okinawanus
- Syncordulia serendipator

##### Petaluridae
- Petalura pulcherrima

##### Philogeniidae
- Philogenia monotis

##### Platycnemididae
- Allocnemis mitwabae
- Allocnemis montana
- Allocnemis vicki
- Arabineura khalidi
- Coeliccia flavicauda masakii
- Coeliccia ryukyuensis amamii
- Coeliccia ryukyuensis ryukyuensis
- Elattoneura caesia
- Elattoneura oculata
- Mesocnemis tisi
- Metacnemis valida
- Nososticta pilbara
- Risiocnemis antoniae
- Spesbona angusta

##### Platystictidae
- Drepanosticta ceratophora
- Palaemnema baltodanoi
- Palaemnema chiriquita
- Palaemnema melanota
- Palaemnema orientalis
- Palaemnema reventazoni
- Sulcosticta striata

##### Synlestidae
- Chlorolestes apricans
- Phylolestes ethelae

#### Orthoptera

##### Acrididae
- Acanthoxia aculeus
- Acteana alazonica
- Afrophlaeoba euthynota
- Afrophlaeoba longicornis
- Afrophlaeoba nguru
- Arcyptera alzonai
- Aresceutica morogorica
- Aresceutica subnuda
- Chorthippus ferdinandi
- Chorthippus nevadensis
- Chorthippus relicticus
- Chortopodisma cobellii
- Dociostaurus minutus
- Enoplotettix gardineri
- Eupropacris pompalis
- Hadrolecocatantops uvinza
- Italohippus albicornis
- Italohippus monticola
- Italopodisma fiscellana
- Italopodisma samnitica
- Italopodisma trapezoidalis
- Liladownsia fraile
- Ochrilidia nuragica
- Ochrilidia sicula
- Omocestus navasi
- Omocestus uhagonii
- Omocestus uvarovi
- Oropodisma chelmosi
- Oropodisma karavica
- Oropodisma parnassica
- Oropodisma tymphrestosi
- Peripodisma tymphii
- Phymeurus kisuluensis
- Phymeurus lomaensis
- Phymeurus morotoensis
- Platypygius crassus
- Podisma goidanichi
- Podisma ruffoi
- Pseudoprumna baldensis
- Pternoscirtus aldabrae
- Sphingonotus almeriense
- Sphingonotus nodulosus
- Sphingonotus personatus
- Sphingonotus picteti
- Sphingonotus rugosus
- Sphingonotus uvarovi
- Stenobothrus clavatus
- Trimerotropis infantilis
- Trimerotropis occidentaloides
- Trimerotropis occulens

##### Dericorythidae
- Dericorys carthagonovae

##### Euschmidtiidae
- Chromomastax jagoi
- Euschmidtia fitzgeraldi
- Euschmidtia tangana

##### Gryllidae
- Oecanthus laricis
- Orthoxiphus nigrifrons
- Phaeogryllus fuscus
- Phaloria insularis insularis
- Seychellesia longicercata
- Seychellesia patellifera

##### Lentulidae
- Betiscoides meridionalis
- Betiscoides parva
- Betiscoides sjostedti

##### Mogoplistidae
- Arachnocephalus subsulcatus
- Ectatoderus aldabrae
- Ectatoderus nigriceps
- Ectatoderus squamiger
- Ornebius stenus
- Ornebius syrticus
- Pseudomogoplistes byzantius

##### Pamphagidae
- Acrostira tamarani
- Acrostira tenerifae
- Asiotmethis tauricus
- Glyphanus obtusus
- Kurtharzia sulcata
- Orchamus gracilis
- Orchamus kaltenbachi
- Paranocaracris bulgaricus
- Paranocarodes chopardi
- Prionotropis azami
- Prionotropis willemsorum
- Purpuraria erna
- Purpuraria magna

##### Pneumoroidae
- Physemacris papillosa
- Physophorina livingstonii
- Physophorina miranda
- Prostalia granulata

##### Tetrigidae
- Amphinotus nymphula
- Amphinotus pupulus
- Charagotettix longispinis
- Charagotettix lucubensis
- Cryptotettix macrophthalmus
- Cryptotettix spinilobus
- Eurybiades cerastes
- Hovacris undulata
- Hybotettix humeralis
- Lepocranus fuscus
- Notocerus cornutus
- Procytettix thalassanax
- Tetrix transsylvanica

##### Tettigoniidae
- Amedegnatiana vicheti
- Anadrymadusa retowskii
- Anonconotus italoaustriacus
- Anonconotus ligustinus
- Anonconotus sibyllinus
- Aroegas fuscus
- Baetica ustulata
- Bradyporus macrogaster
- Brinckiella arboricola
- Bucephaloptera cypria
- Calliphona alluaudi
- Calliphona gomerensis
- Calliphona palmensis
- Conocephalus basutoanus
- Conocephalus chavesi
- Conocephalus ebneri
- Conocephalus vaginalis
- Ctenodecticus lusitanicus
- Ephippiger melisi
- Ephippiger ruffoi
- Ephippiger zelleri
- Ephippigerida asella
- Ephippigerida rosae
- Eupholidoptera astyla
- Eupholidoptera spinigera
- Isophya ciucasi
- Isophya hospodar
- Isophya longicaudata longicaudata
- Isophya mavromoustakisi
- Isophya nagyi
- Isophya sicula
- Isophya stepposa
- Isophya zubowskii
- Kawanaphila pachomai
- Metrioptera buyssoni
- Metrioptera prenjica
- Pachytrachis frater
- Parnassiana chelmos
- Parnassiana tymphiensis
- Parnassiana tymphrestos
- Peringueyella rentzi
- Pholidoptera lucasi
- Poecilimon ebneri
- Poecilimon gracilioides
- Poecilimon paros
- Poecilimon pindos
- Poecilimon soulion
- Polysarcus scutatus
- Psacadonotus insulanus
- Pterolepis elymica
- Rhacocleis buchichii
- Rhacocleis japygia
- Rhacocleis maculipedes
- Sabaterpia hispanica
- Seselphisis visenda
- Tessellana nigrosignata
- Thoracistus jambila
- Thoracistus semeniphagus
- Thoracistus thyraeus
- Throscodectes xederoides
- Throscodectes xiphos
- Zeuneriana amplipennis
- Zeuneriana marmorata

##### Trigonidiidae
- Metioche bolivari
- Scottiola salticiformis
- Zarceus major

#### Phasmida

##### Platycranidae
- Graffaea seychellensis

### Malacostraca

#### Amphipoda

##### Crangonyctidae
- Crangonyx dearolfi
- Stygobromus hayi
- Stygobromus pecki

##### Gammaridae
- Gammarus acherondytes

##### Niphargidae
- Niphargus elegans zagrebensis

##### Paramelitidae
- Paramelita barnardi

##### Talitridae
- Spelaeorchestia kiloana

#### Decapoda

##### Alpheidae
- Alpheus cyanoteles
- Potamalpheops amnicus
- Potamalpheops haugi

##### Astacidae
- Austropotamobius pallipes

##### Atyidae
- Atya intermedia
- Caridina annandalei
- Caridina dennerli
- Caridina glaubrechti
- Caridina holthuisi
- Caridina lanceolata
- Caridina lingkonae
- Caridina loehae
- Caridina maculata
- Caridina masapi
- Caridina mindanao
- Caridina parvula
- Caridina profundicola
- Caridina spinata
- Caridina spongicola
- Caridina striata
- Caridina tenuirostris
- Caridina thermophila
- Caridina woltereckae
- Dugastella marocana
- Palaemonias alabamae
- Sinodina gregoriana
- Syncaris pacifica

##### Cambaridae
- Cambarellus patzcuarensis
- Cambarus cracens
- Cambarus cymatilis
- Cambarus harti
- Cambarus pecki
- Cambarus speleocoopi
- Fallicambarus petilicarpus
- Hobbseus orconectoides
- Hobbseus valleculus
- Hobbseus yalobushensis
- Orconectes jeffersoni
- Orconectes packardi
- Orconectes pardalotus
- Orconectes shoupi
- Procambarus acherontis
- Procambarus apalachicolae
- Procambarus bouvieri
- Procambarus brazoriensis
- Procambarus cometes
- Procambarus contrerasi
- Procambarus digueti
- Procambarus econfinae
- Procambarus erythrops
- Procambarus escambiensis
- Procambarus franzi
- Procambarus horsti
- Procambarus hortonhobbsi
- Procambarus leitheuseri
- Procambarus lucifugus lucifugus
- Procambarus lylei
- Procambarus milleri
- Procambarus orcinus
- Procambarus roberti
- Procambarus zihuateutlensis

##### Desmocarididae
- Desmocaris bislineata

##### Euryrhynchidae
- Euryrhynchina edingtonae

##### Gecarcinucidae
- Ceylonthelphusa alpina
- Ceylonthelphusa armata
- Ceylonthelphusa cavatrix
- Ceylonthelphusa diva
- Coccusa cristicervix
- Geithusa pulchra
- Irmengardia didacta
- Irmengardia nemestrinus
- Lepidothelphusa cognetti
- Migmathelphusa olivacea
- Oziothelphusa dakuna
- Oziothelphusa gallicola
- Oziothelphusa populosa
- Parathelphusa batamensis
- Parathelphusa nagasakti
- Pastilla dacuna
- Phricotelphusa gracilipes
- Salangathelphusa anophrys
- Sayamia melanodactylus
- Siamthelphusa holthuisi
- Somanniathelphusa taiwanensis
- Somanniathelphusa zanklon
- Spiralothelphusa fernandoi
- Spiralothelphusa parvula
- Sundathelphusa sottoae
- Terrathelphusa kuchingensis
- Thaksinthelphusa yongchindaratae

##### Palaemonidae
- Arachnochium kulsiense
- Calathaemon holthuisi
- Macrobrachium hirtimanus
- Macrobrachium lamarrei lamarroides
- Macrobrachium minutum
- Macrobrachium naso
- Macrobrachium poeti
- Palaemonetes antrorum
- Palaemonetes suttkusi

##### Parastacidae
- Astacopsis gouldi
- Cherax pallidus
- Engaeus disjuncticus
- Engaeus martigener
- Engaeus phyllocercus
- Engaewa reducta
- Engaewa walpolea
- Euastacus balanesis
- Euastacus bidawalis
- Euastacus brachythorax
- Euastacus clarkae
- Euastacus claytoni
- Euastacus crassus
- Euastacus diversus
- Euastacus fleckeri
- Euastacus gumar
- Euastacus hirsutus
- Euastacus hystricosus
- Euastacus maccai
- Euastacus neodiversus
- Euastacus pilosus
- Euastacus polysetosus
- Euastacus rieki
- Euastacus spinichelatus
- Euastacus urospinosus
- Tenuibranchiurus glypticus

##### Pinnotheridae
- Parapinnixa affinis

##### Potamidae
- Doimon doichiangdao
- Doimon doisutep
- Geothelphusa levicervix
- Geothelphusa yangminshan
- Hainanpotamon orientale
- Ibanum pilimanus
- Indochinamon bhumibol
- Indochinamon villosum
- Iomon nan
- Johora punicea
- Stoliczia chaseni

##### Potamonautidae
- Afrithelphusa monodosa
- Boreathelphusa uglowi
- Globonautes macropus
- Liberonautes nanoides
- Liberonautes rubigimanus
- Louisea balssi
- Louisea edeaensis
- Potamonautes gonocristatus
- Potamonautes idjiwiensis
- Potamonautes mutandensis
- Potamonautes platycentron

##### Pseudothelphusidae
- Hypolobocera exuca
- Tehuana lamothei
- Tehuana poglayenorum
- Typhlopseudothelphusa mocinoi

##### Trichodactylidae
- Trichodactylus crassus

##### Typhlocarididae
- Typhlocaris ayyaloni
- Typhlocaris galilea

#### Isopoda

##### Asellidae
- Asellus aquaticus carniolicus
- Asellus aquaticus cyclobranchialis
- Caecidotea barri
- Lirceus usdagalun

##### Cirolanidae
- Speocirolana thermydronis
- Sphaerolana affinis
- Sphaerolana interstitialis

##### Philosciidae
- Burmoniscus sp. nov. 'HC - first segment white'

##### Sphaeromatidae
- Monolistra bolei
- Monolistra racovitzai conopyge
- Monolistra spinosissima
- Thermosphaeroma milleri

##### Stenasellidae
- Mexistenasellus coahuila

## Chordata

### Actinopterygii

#### Acipenseriformes

##### Acipenseridae
- Acipenser baerii
- Acipenser transmontanus (Kootenai River subpopulation)
- Scaphirhynchus albus

#### Anguilliformes

##### Anguillidae
- Anguilla japonica
- Anguilla rostrata

#### Atheriniformes

##### Atherinidae
- Craterocephalus fluviatilis
- Poblana letholepis
- Poblana squamata
- Teramulus waterloti

##### Atherinopsidae
- Chirostoma attenuatum
- Chirostoma promelas
- Colpichthys hubbsi
- Menidia colei
- Menidia conchorum

##### Bedotiidae
- Bedotia albomarginata
- Bedotia geayi
- Bedotia leucopteron
- Bedotia longianalis
- Bedotia madagascariensis
- Bedotia marojejy
- Rheocles alaotrensis
- Rheocles vatosoa
- Rheocles wrightae

##### Melanotaeniidae
- Melanotaenia boesemani

##### Phallostethidae
- Neostethus thessa

##### Pseudomugilidae
- Pseudomugil mellis

#### Batrachoidiformes

##### Batrachoididae
- Sanopus reticulatus
- Sanopus splendidus

#### Beloniformes

##### Adrianichthyidae
- Oryzias orthognathus
- Xenopoecilus oophorus
- Xenopoecilus sarasinorum

##### Hemiramphidae
- Nomorhamphus towoetii

#### Characiformes

##### Alestidae
- Alestes bouboni
- Alestopetersius nigropterus
- Brycinus bartoni
- Ladigesia roloffi

##### Bryconidae
- Brycon labiatus

##### Characidae
- Astyanax daguae
- Creagrutus nigrostigmatus
- Gymnocharacinus bergii
- Oligosarcus schindleri

##### Curimatidae
- Pseudocurimata patiae

##### Distichodontidae
- Nannocharax altus
- Neolebias axelrodi
- Neolebias kerguennae

##### Parodontidae
- Parodon alfonsoi

#### Clupeiformes

##### Clupeidae
- Alosa volgensis
- Nannothrissa stewarti
- Sauvagella robusta

##### Engraulidae
- Anchoa choerostoma

#### Cypriniformes

##### Balitoridae
- Barbatula samantica
- Barbatula tschaiyssuensis
- Homaloptera montana
- Homaloptera santhamparaiensis
- Longischistura striatus
- Nemacheilus jordanicus
- Nemacheilus pantheroides
- Nemacheilus petrubanarescui
- Nemacheilus pulchellus
- Nemacheilus sp. nov.
- Nemachilichthys shimogensis
- Oxynoemacheilus anatolicus
- Oxynoemacheilus ercisianus
- Oxynoemacheilus hamwii
- Oxynoemacheilus mesudae
- Oxynoemacheilus panthera
- Oxynoemacheilus paucilepis
- Oxynoemacheilus seyhanicola
- Schistura bairdi
- Schistura bolavenensis
- Schistura kangjupkhulensis
- Schistura minutus
- Schistura nagodiensis
- Schistura nudidorsum
- Schistura pridii
- Schistura quasimodo
- Schistura reticulata
- Schistura sijuensis
- Schistura thanho
- Schistura tigrinum
- Sewellia marmorata
- Sewellia patella
- Sewellia pterolineata
- Travancoria elongata
- Travancoria jonesi
- Yunnanilus nigromaculatus

##### Catostomidae
- Catostomus santaanae
- Catostomus warnerensis
- Chasmistes brevirostris
- Chasmistes cujus
- Deltistes luxatus
- Moxostoma hubbsi
- Moxostoma robustum

##### Cobitidae
- Botia striata
- Cobitis arachthosensis
- Cobitis battalgili
- Cobitis bilseli
- Cobitis calderoni
- Cobitis evreni
- Cobitis hellenica
- Cobitis levantina
- Cobitis phrygica
- Cobitis puncticulata
- Cobitis trichonica
- Cobitis turcica
- Cobitis vettonica
- Lepidocephalichthys arunachalensis
- Lepidocephalichthys jonklaasi
- Paralepidocephalus yui
- Yasuhikotakia sidthimunki

##### Cyprinidae
- Achondrostoma occidentale
- Achondrostoma salmantinum
- Alburnus attalus
- Alburnus baliki
- Alburnus carinatus
- Alburnus mentoides
- Alburnus qalilus
- Alburnus sarmaticus
- Alburnus schischkovi
- Alburnus volviticus
- Anabarilius alburnops
- Anabarilius polylepis
- Anaecypris hispanica
- Aulopyge huegelii
- Balantiocheilos melanopterus
- Barbodes palaemophagus
- Barbus caninus
- Barbus thysi
- Barbus traorei
- Barilius canarensis
- Capoeta barroisi
- Capoeta mauricii
- Carasobarbus apoensis
- Carasobarbus exulatus
- Chondrostoma beysehirense
- Chondrostoma fahirae
- Chondrostoma kinzelbachi
- Chondrostoma phoxinus
- Chondrostoma soetta
- Chrosomus cumberlandensis
- Chrosomus saylori
- Crossocheilus klatti
- Crossocheilus periyarensis
- Cyprinella caerulea
- Cyprinella lepida
- Cyprinella panarcys
- Cyprinella xanthicara
- Cyprinus chilia
- Cyprinus intha
- Danio erythromicron
- Dawkinsia arulius
- Dawkinsia exclamatio
- Dawkinsia tambraparniei
- Devario auropurpureus
- Devario horai
- Devario neilgherriensis
- Devario pathirana
- Dionda diaboli
- Eechathalakenda ophicephalus
- Enteromius aliciae
- Enteromius bawkuensis
- Enteromius bourdariei
- Enteromius huguenyi
- Enteromius lauzannei
- Enteromius liberiensis
- Enteromius nigroluteus
- Enteromius quadralineatus
- Enteromius stauchi
- Enteromius subinensis
- Enteromius sylvaticus
- Erimystax cahni
- Folifer yunnanensis
- Garra dunsirei
- Garra ghorensis
- Garra hughi
- Garra kalakadensis
- Garra lautior
- Garra mamshuqa
- Garra surendranathanii
- Gila cypha
- Gila intermedia
- Gila seminuda
- Gobio intermedius
- Gobio maeandricus
- Gobio skadarensis
- Gymnostomus horai
- Hemigrammocapoeta kemali
- Horalabiosa joshuai
- Hybognathus amarus
- Hypselobarbus curmuca
- Hypselobarbus dubius
- Hypselobarbus micropogon
- Hypselobarbus mussullah
- Hypselobarbus periyarensis
- Iotichthys phlegethontis
- Labeo alluaudi
- Labeo fisheri
- Labeo mesops
- Labeo potail
- Labeo seeberi
- Labeobarbus ethiopicus
- Labeobarbus macrophtalmus
- Labeobarbus mbami
- Labeobarbus mungoensis
- Labeobarbus roylii
- Laubuca caeruleostigmata
- Lepidomeda vittata
- Lepidopygopsis typus
- Luciobarbus graecus
- Luciobarbus longiceps
- Luciocyprinus striolatus
- Macrhybopsis tetranema
- Meda fulgida
- Microrasbora rubescens
- Notropis albizonatus
- Notropis cahabae
- Notropis mekistocholas
- Notropis simus
- Onychostoma alticorpus
- Opsaridium microlepis
- Osteochilus longidorsalis
- Parachondrostoma turiense
- Parapsilorhynchus elongatus
- Pelasgus prespensis
- Pethia manipurensis
- Pethia sharmai
- Phoxinellus alepidotus
- Phoxinellus anatolicus
- Phoxinus strandjae
- Phoxinus strymonicus
- Poropuntius bolovenensis
- Poropuntius consternans
- Poropuntius deauratus
- Poropuntius lobocheiloides
- Poropuntius solitus
- Probarbus jullieni
- Probarbus labeamajor
- Pseudobarbus afer
- Pseudobarbus burgi
- Pseudobarbus capensis
- Pseudobarbus phlegethon
- Pseudobarbus quathlambae
- Pseudobarbus skeltoni
- Pseudobarbus sp. nov. 'keiskamma'
- Pseudobarbus trevelyani
- Pseudobarbus verloreni
- Pseudophoxinus alii
- Pseudophoxinus anatolicus
- Pseudophoxinus burduricus
- Pseudophoxinus crassus
- Pseudophoxinus drusensis
- Pseudophoxinus egridiri
- Pseudophoxinus evliyae
- Pseudophoxinus fahrettini
- Pseudophoxinus firati
- Pseudophoxinus hittitorum
- Pseudophoxinus maeandri
- Pseudophoxinus punicus
- Puntius cauveriensis
- Puntius crescentus
- Puntius fraseri
- Rasbora wilpita
- Romanogobio benacensis
- Rutilus meidingeri
- Rutilus ylikiensis
- Sahyadria chalakkudiensis
- Sahyadria denisonii
- Sawbwa resplendens
- Scardinius elmaliensis
- Schismatorhynchos nukta
- Schizothorax lepidothorax
- Sinocyclocheilus tingi
- Squalius carinus
- Squalius castellanus
- Squalius keadicus
- Squalius kosswigi
- Squalius lucumonis
- Squalius malacitanus
- Squalius microlepis
- Squalius moreoticus
- Squalius tenellus
- Squalius torgalensis
- Systomus asoka
- Systomus martenstyni
- Telestes beoticus
- Telestes croaticus
- Telestes sp. nov.
- Thynnichthys sandkhol
- Tor khudree
- Tor kulkarnii
- Tor malabaricus
- Tor putitora

##### Ellopostomatidae
- Ellopostoma mystax

##### Psilorhynchidae
- Psilorhynchus microphthalmus

#### Cyprinodontiformes

##### Aplocheilidae
- Pachypanchax omalonota
- Pachypanchax patriciae
- Pachypanchax sakaramyi
- Pachypanchax sparksorum
- Pachypanchax varatraza

##### Cyprinodontidae
- Aphanius baeticus
- Aphanius burduricus
- Aphanius dispar richardsoni
- Aphanius iberus
- Aphanius stiassnyae
- Aphanius sureyanus
- Crenichthys baileyi
- Cualac tessellatus
- Cyprinodon beltrani
- Cyprinodon elegans
- Cyprinodon eremus
- Cyprinodon fontinalis
- Cyprinodon macrolepis
- Cyprinodon maya
- Cyprinodon radiosus
- Cyprinodon salinus
- Cyprinodon simus
- Cyprinodon tularosa
- Orestias gymnota
- Orestias polonorum

##### Fundulidae
- Fundulus julisia
- Fundulus persimilis

##### Goodeidae
- Ataeniobius toweri
- Characodon lateralis
- Xenoophorus captivus

##### Nothobranchiidae
- Aphyosemion alpha
- Aphyosemion amoenum
- Aphyosemion bamilekorum
- Aphyosemion bualanum
- Aphyosemion celiae celiae
- Aphyosemion franzwerneri
- Aphyosemion fulgens
- Aphyosemion lugens
- Aphyosemion passaroi
- Aphyosemion poliaki
- Aphyosemion tirbaki
- Aphyosemion volcanum
- Epiplatys biafranus
- Epiplatys chaperi schreiberi
- Epiplatys etzeli
- Epiplatys fasciolatus tototaensis
- Epiplatys fasciolatus zimiensis
- Epiplatys lokoensis
- Epiplatys njalaensis
- Epiplatys olbrechtsi azureus
- Epiplatys olbrechtsi dauresi
- Epiplatys olbrechtsi puetzi
- Epiplatys roloffi
- Fundulopanchax amieti
- Fundulopanchax arnoldi
- Fundulopanchax cinnamomeus
- Fundulopanchax fallax
- Fundulopanchax gardneri mamfensis
- Fundulopanchax marmoratus
- Fundulopanchax oeseri
- Fundulopanchax rubrolabialis
- Fundulopanchax scheeli
- Nimbapanchax jeanpoli
- Nothobranchius polli
- Nothobranchius rosenstocki
- Nothobranchius sagittae
- Nothobranchius symoensi
- Scriptaphyosemion bertholdi
- Scriptaphyosemion brueningi

##### Poeciliidae
- Gambusia dominicensis
- Gambusia nobilis
- Plataplochilus chalcopyrus
- Plataplochilus terveri
- Poropanchax myersi
- Xiphophorus gordoni
- Xiphophorus meyeri

##### Profundulidae
- Tlaloc hildebrandi

##### Rivulidae
- Austrofundulus myersi
- Austrolebias viarius

#### Gadiformes

##### Merlucciidae
- Merluccius senegalensis

#### Gasterosteiformes

##### Gasterosteidae
- Pungitius stenurus

#### Gobiesociformes

##### Gobiesocidae
- Tomicodon abuelorum

#### Gonorynchiformes

##### Kneriidae
- Kneria sp. nov. 'South Africa'

#### Gymnotiformes

##### Gymnotidae
- Gymnotus ardilai

#### Mugiliformes

##### Mugilidae
- Liza luciae

#### Ophidiiformes

##### Bythitidae
- Lucifuga lucayana
- Ogilbichthys ferocis

#### Osmeriformes

##### Galaxiidae
- Galaxias divergens
- Galaxias neocaledonicus
- Galaxias postvectis
- Galaxias sp. nov. 'Breede'
- Galaxias sp. nov. 'Heuningnes'
- Galaxias sp. nov. 'Klein'
- Galaxias sp. nov. 'Verlorenvlei'
- Neochanna apoda
- Neochanna diversus

##### Plecoglossidae
- Plecoglossus altivelis ryukyuensis

#### Osteoglossiformes

##### Mormyridae
- Marcusenius caudisquamatus
- Marcusenius meronai
- Marcusenius sp. nov. kosi
- Mormyrus subundulatus
- Stomatorhinus ivindoensis

##### Osteoglossidae
- Scleropages formosus

#### Perciformes

##### Anabantidae
- Sandelia bainsii

##### Apogonidae
- Pterapogon kauderni

##### Badidae
- Badis tuivaiei

##### Blenniidae
- Entomacrodus solus
- Lupinoblennius paivai

##### Centrarchidae
- Archoplites interruptus

##### Cichlidae
- Alcolapia alcalicus
- Amphilophus margaritifer
- Benitochromis conjunctus
- Benitochromis finleyi
- Benitochromis nigrodorsalis
- Benitochromis riomuniensis
- Benitochromis ufermanni
- Chetia brevis
- Chetia mola
- Chromidotilapia linkei
- Cichlasoma gephyrum
- Coptodon kottae
- Danakilia franchettii
- Etroplus canarensis
- Gobiocichla ethelwynnae
- Haplochromis desfontainii
- Haplochromis erythromaculatus
- Haplochromis igneopinnis
- Haplochromis simpsoni
- Haplochromis sp. nov. 'Blue Rockpicker'
- Haplochromis venator
- Hemichromis cerasogaster
- Herichthys labridens
- Katria katria
- Lamprologus tumbanus
- Lethrinops macracanthus
- Lethrinops micrentodon
- Lethrinops microdon
- Lethrinops stridae
- Limbochromis robertsi
- Nanochromis transvestitus
- Oreochromis alcalicus
- Oreochromis amphimelas
- Oreochromis karongae
- Oreochromis lepidurus
- Oreochromis lidole
- Oreochromis squamipinnis
- Orthochromis kasuluensis
- Orthochromis luongoensis
- Orthochromis mazimeroensis
- Orthochromis mosoensis
- Orthochromis rubrolabialis
- Oxylapia polli
- Parananochromis axelrodi
- Parananochromis ornatus
- Paretroplus lamenabe
- Paretroplus loisellei
- Paretroplus maromandia
- Paretroplus nourissati
- Paretroplus tsimoly
- Prognathochromis sp. nov. 'long snout'
- Ptychochromis inornatus
- Ptychochromis loisellei
- Ptychochromis oligacanthus
- Ptychochromis sp. nov. 'Green Garaka'
- Ptychochromoides vondrozo
- Serranochromis meridianus
- Tylochromis microdon

##### Cirrhitidae
- Amblycirrhitus earnshawi

##### Clinidae
- Clinus latipennis
- Clinus spatulatus
- Springeratus polyporatus

##### Eleotridae
- Kribia leonensis
- Typhleotris madagascariensis

##### Epinephelidae
- Epinephelus akaara
- Epinephelus marginatus
- Epinephelus striatus
- Mycteroperca fusca
- Mycteroperca jordani

##### Gobiidae
- Bathygobius burtoni
- Economidichthys trichonis
- Elacatinus atronasus
- Elacatinus cayman
- Elacatinus centralis
- Elacatinus jarocho
- Gobiosoma homochroma
- Gobiosoma spilotum
- Knipowitschia thessala
- Pomatoschistus tortonesei
- Ponticola rizensis
- Priolepis ascensionis
- Rhinogobius lineatus
- Sicyopterus eudentatus
- Sicyopterus rapa
- Sicyopterus sarasini
- Silhouettea sibayi
- Smilosicyopus sasali
- Stiphodon julieni
- Tigrigobius harveyi

##### Labridae
- Cheilinus undulatus
- Halichoeres burekae
- Halichoeres socialis
- Scarus trispinosus

##### Labrisomidae
- Paraclinus magdalenae

##### Latidae
- Lates angustifrons
- Lates macrophthalmus
- Lates microlepis

##### Malacanthidae
- Lopholatilus chamaeleonticeps

##### Odontobutidae
- Terateleotris aspro

##### Osphronemidae
- Betta livida
- Parosphromenus harveyi

##### Percichthyidae
- Maccullochella ikei
- Maccullochella macquariensis
- Nannoperca oxleyana

##### Percidae
- Etheostoma akatulo
- Etheostoma boschungi
- Etheostoma chienense
- Etheostoma ditrema
- Etheostoma fonticola
- Etheostoma moorei
- Etheostoma nuchale
- Etheostoma phytophilum
- Etheostoma rubrum
- Etheostoma scotti
- Etheostoma susanae
- Etheostoma tecumsehi
- Percina antesella
- Percina aurora
- Percina brevicauda
- Percina kusha
- Percina pantherina

##### Pomacanthidae
- Chaetodontoplus vanderloosi

##### Pomacentridae
- Neopomacentrus aquadulcis

##### Rhyacichthyidae
- Protogobius attiti

##### Sciaenidae
- Argyrosomus hololepidotus
- Pseudotolithus senegalensis

##### Scombridae
- Thunnus thynnus

##### Serranidae
- Hypoplectrus castroaguirrei
- Paralabrax albomaculatus

##### Sparidae
- Chrysoblephus gibbiceps
- Evynnis cardinalis
- Lithognathus lithognathus
- Petrus rupestris

##### Tripterygiidae
- Enneapterygius namarrgon

##### Xiphiidae
- Xiphias gladius (North Atlantic stock)

#### Pleuronectiformes

##### Pleuronectidae
- Hippoglossus hippoglossus

#### Salmoniformes

##### Salmonidae
- Coregonus pollan
- Coregonus stigmaticus
- Coregonus vandesius
- Hucho hucho
- Oncorhynchus gilae
- Oncorhynchus masou ishikawae
- Oncorhynchus nerka (FRASER RIVER, LOWER: Cultus Lk (late))
- Oncorhynchus nerka (FRASER RIVER, MIDDLE: Chilko (summer))
- Oncorhynchus nerka (FRASER RIVER, MIDDLE: Gates Ck and Channel (early summer))
- Oncorhynchus nerka (FRASER RIVER, MIDDLE: Nahatlatch (early summer))
- Oncorhynchus nerka (FRASER RIVER, MIDDLE: Stuart (early Stuart))
- Oncorhynchus nerka (FRASER RIVER, MIDDLE: Stuart (summer))
- Oncorhynchus nerka (FRASER RIVER, UPPER: Bowron (early summer))
- Oncorhynchus nerka (HECATE STRAIT-Q.C. SOUND: Queen Charlotte Sound)
- Oncorhynchus nerka (KAMCHATKA RIVER)
- Oncorhynchus nerka (NASS-SKEENA ESTUARY: Hugh Smith Lk/Boca de Quadra)
- Oncorhynchus nerka (SKEENA R, LOWER: Alastair)
- Oncorhynchus nerka (SKEENA R, UPPER)
- Salmo obtusirostris
- Salmo peristericus
- Salvelinus japonicus
- Salvelinus tolmachoffi
- Salvelinus willughbii

#### Scorpaeniformes

##### Scorpaenidae
- Scorpaena ascensionis
- Scorpaena mellissii
- Sebastolobus alascanus

##### Sebastidae
- Sebastes fasciatus

#### Siluriformes

##### Amblycipitidae
- Amblyceps arunchalensis
- Liobagrus kingi
- Liobagrus nigricauda

##### Amphiliidae
- Amphilius caudosignatus
- Amphilius korupi
- Amphilius lamani
- Paramphilius firestonei

##### Anchariidae
- Ancharius griseus
- Gogo ornatus

##### Ariidae
- Notarius bonillai

##### Austroglanididae
- Austroglanis barnardi

##### Bagridae
- Batasio sharavatiensis
- Horabagrus nigricollaris

##### Callichthyidae
- Lepthoplosternum tordilho

##### Clariidae
- Clariallabes mutsindoziensis
- Clarias magur

##### Claroteidae
- Chrysichthys teugelsi
- Chrysichthys walkeri
- Notoglanidium akiri
- Notoglanidium maculatum
- Notoglanidium thomasi
- Parauchenoglanis longiceps

##### Heptapteridae
- Imparfinis spurrellii

##### Ictaluridae
- Ictalurus pricei
- Noturus fasciatus
- Noturus gilberti
- Noturus lachneri
- Noturus stanauli
- Noturus taylori
- Prietella phreatophila

##### Loricariidae
- Ancistrus marcapatae
- Ancistrus tolima
- Ancistrus vericaucanus
- Chaetostoma changae
- Chaetostoma daidalmatos
- Chaetostoma lepturum
- Chaetostoma loborhynchos
- Chaetostoma palmeri
- Chaetostoma stroumpoulos
- Otocinclus cocama
- Panaqolus albivermis

##### Mochokidae
- Chiloglanis asymetricaudalis
- Synodontis dorsomaculatus
- Synodontis guttatus
- Synodontis pardalis

##### Pangasiidae
- Pangasianodon hypophthalmus

##### Pimelodidae
- Pseudoplatystoma magdaleniatum

##### Schilbeidae
- Irvineia voltae
- Pseudeutropius mitchelli
- Silonia childreni

##### Siluridae
- Pterocryptis barakensis
- Pterocryptis inusitata
- Pterocryptis wynaadensis

##### Sisoridae
- Glyptothorax anamalaiensis
- Glyptothorax davissinghi
- Glyptothorax housei
- Glyptothorax madraspatanus
- Glyptothorax poonaensis
- Oreoglanis heteropogon
- Oreoglanis siamensis

##### Trichomycteridae
- Trichomycterus taeniops
- Trichomycterus unicolor
- Trichomycterus weyrauchi

#### Synbranchiformes

##### Chaudhuriidae
- Pillaia indica

##### Mastacembelidae
- Mastacembelus oatesii

##### Synbranchidae
- Monopterus fossorius
- Ophisternon infernale

#### Syngnathiformes

##### Syngnathidae
- Hippocampus capensis
- Hippocampus whitei
- Microphis pleurostictus

#### Tetraodontiformes

##### Tetraodontidae
- Canthigaster cyanetron
- Canthigaster rapaensis
- Canthigaster sanctaehelenae
- Chelonodon pleurospilus
- Takifugu plagiocellatus

### Amphibia

#### Anura

##### Alsodidae
- Alsodes barrioi
- Alsodes norae
- Alsodes valdiviensis
- Eupsophus contulmoensis
- Eupsophus migueli
- Eupsophus nahuelbutensis

##### Aromobatidae
- Allobates alessandroi
- Allobates ignotus
- Allobates kingsburyi
- Allobates mandelorum
- Allobates ranoides
- Anomaloglossus confusus
- Anomaloglossus kaiei
- Aromobates alboguttatus
- Aromobates duranti
- Aromobates haydeeae
- Aromobates mayorgai
- Aromobates molinarii
- Aromobates orostoma
- Aromobates saltuensis
- Aromobates serranus
- Mannophryne collaris
- Mannophryne leonardoi
- Mannophryne riveroi
- Mannophryne trujillensis
- Mannophryne yustizi

##### Arthroleptidae
- Arthroleptis aureoli
- Arthroleptis bioko
- Arthroleptis fichika
- Arthroleptis nlonakoensis
- Arthroleptis perreti
- Arthroleptis tanneri
- Arthroleptis xenodactylus
- Astylosternus laurenti
- Astylosternus perreti
- Astylosternus ranoides
- Astylosternus schioetzi
- Cardioglossa alsco
- Cardioglossa annulata
- Cardioglossa oreas
- Cardioglossa pulchra
- Cardioglossa venusta
- Leptodactylodon albiventris
- Leptodactylodon bueanus
- Leptodactylodon mertensi
- Leptodactylodon ornatus
- Leptodactylodon perreti
- Leptodactylodon stevarti
- Leptopelis anebos
- Leptopelis parkeri
- Leptopelis susanae
- Leptopelis vermiculatus
- Leptopelis xenodactylus

##### Batrachylidae
- Atelognathus patagonicus
- Atelognathus praebasalticus

##### Bombinatoridae
- Barbourula kalimantanensis
- Bombina pachypus

##### Brevicipitidae
- Callulina kisiwamsitu
- Probreviceps durirostris
- Probreviceps loveridgei
- Probreviceps macrodactylus
- Probreviceps rhodesianus
- Probreviceps rungwensis
- Probreviceps uluguruensis

##### Bufonidae
- Adenomus kelaartii
- Altiphrynoides malcolmi
- Anaxyrus californicus
- Anaxyrus canorus
- Anaxyrus houstonensis
- Anaxyrus nelsoni
- Ansonia latidisca
- Ansonia thinthinae
- Atelopus carrikeri
- Atelopus certus
- Atelopus dimorphus
- Atelopus epikeisthos
- Atelopus exiguus
- Atelopus laetissimus
- Atelopus limosus
- Atelopus longibrachius
- Atelopus lozanoi
- Atelopus marinkellei
- Atelopus mittermeieri
- Atelopus muisca
- Atelopus nahumae
- Atelopus nepiozomus
- Atelopus oxapampae
- Atelopus seminiferus
- Bufoides meghalayanus
- Dendrophryniscus carvalhoi
- Duttaphrynus beddomii
- Duttaphrynus kotagamai
- Duttaphrynus noellerti
- Ghatophryne ornata
- Incilius cavifrons
- Incilius gemmifer
- Incilius ibarrai
- Incilius leucomyos
- Incilius perplexus
- Incilius spiculatus
- Incilius tacanensis
- Incilius tutelarius
- Ingerophrynus kumquat
- Melanophryniscus devincenzii
- Mertensophryne anotis
- Mertensophryne howelli
- Nannophryne corynetes
- Nectophrynoides cryptus
- Nectophrynoides minutus
- Nectophrynoides vestergaardi
- Osornophryne antisana
- Osornophryne guacamayo
- Osornophryne puruanta
- Parapelophryne scalpta
- Pedostibes tuberculosus
- Pelophryne api
- Peltophryne cataulaciceps
- Peltophryne fracta
- Peltophryne longinasus
- Rhaebo caeruleostictus
- Rhaebo colomai
- Rhinella arborescandens
- Rhinella chavin
- Rhinella chrysophora
- Rhinella gallardoi
- Rhinella lindae
- Rhinella nesiotes
- Rhinella nicefori
- Rhinella sclerocephala
- Rhinella tenrec
- Rhinella vellardi
- Rhinella yanachaga
- Rhinella yunga
- Sclerophrys djohongensis
- Sclerophrys pantherina
- Sclerophrys taiensis
- Sclerophrys villiersi
- Truebella tothastes
- Werneria mertensiana
- Werneria preussi
- Werneria submontana
- Wolterstorffina mirei
- Xanthophryne koynayensis

##### Calyptocephalellidae
- Telmatobufo bullocki
- Telmatobufo ignotus
- Telmatobufo venustus

##### Centrolenidae
- Centrolene azulae
- Centrolene lynchi
- Centrolene petrophilum
- Centrolene pipilatum
- Cochranella mache
- Cochranella megistra
- Hyalinobatrachium esmeralda
- Hyalinobatrachium guairarepanense
- Hyalinobatrachium pallidum
- Nymphargus luminosus
- Nymphargus megacheirus
- Rulyrana saxiscandens

##### Ceratobatrachidae
- Alcalus mariae
- Cornufer vitianus
- Platymantis diesmosi
- Platymantis lawtoni
- Platymantis levigatus
- Platymantis negrosensis
- Platymantis paengi
- Platymantis panayensis
- Platymantis spelaeus
- Platymantis subterrestris

##### Conrauidae
- Conraua goliath

##### Craugastoridae
- Bryophryne cophites
- Craugastor aurilegulus
- Craugastor azueroensis
- Craugastor charadra
- Craugastor daryi
- Craugastor hobartsmithi
- Craugastor inachus
- Craugastor laevissimus
- Craugastor lauraster
- Craugastor montanus
- Craugastor omiltemanus
- Craugastor pechorum
- Craugastor punctariolus
- Craugastor rhyacobatrachus
- Craugastor sandersoni
- Craugastor silvicola
- Craugastor spatulatus
- Craugastor stuarti
- Craugastor uno
- Craugastor vulcani
- Geobatrachus walkeri
- Hypodactylus araiodactylus
- Hypodactylus brunneus
- Hypodactylus elassodiscus
- Hypodactylus lucida
- Lynchius nebulanastes
- Lynchius parkeri
- Niceforonia adenobrachia
- Noblella lynchi
- Oreobates ayacucho
- Oreobates lehri
- Oreobates lundbergi
- Oreobates pereger
- Phrynopus barthlenae
- Phrynopus daemon
- Phrynopus dagmarae
- Phrynopus horstpauli
- Phrynopus inti
- Phrynopus kauneorum
- Phrynopus montium
- Phrynopus vestigiatus
- Pristimantis acerus
- Pristimantis actinolaimus
- Pristimantis acutirostris
- Pristimantis affinis
- Pristimantis alalocophus
- Pristimantis angustilineatus
- Pristimantis ardalonychus
- Pristimantis atratus
- Pristimantis aureoventris
- Pristimantis bacchus
- Pristimantis balionotus
- Pristimantis baryecuus
- Pristimantis bellona
- Pristimantis bounides
- Pristimantis cacao
- Pristimantis capitonis
- Pristimantis carmelitae
- Pristimantis chrysops
- Pristimantis cordovae
- Pristimantis cremnobates
- Pristimantis crenunguis
- Pristimantis cristinae
- Pristimantis cryophilius
- Pristimantis cryptomelas
- Pristimantis degener
- Pristimantis deinops
- Pristimantis delicatus
- Pristimantis devillei
- Pristimantis dissimulatus
- Pristimantis eugeniae
- Pristimantis euphronides
- Pristimantis fasciatus
- Pristimantis festae
- Pristimantis gentryi
- Pristimantis ginesi
- Pristimantis gladiator
- Pristimantis glandulosus
- Pristimantis helvolus
- Pristimantis hernandezi
- Pristimantis hybotragus
- Pristimantis ignicolor
- Pristimantis incanus
- Pristimantis jorgevelosai
- Pristimantis lancinii
- Pristimantis lasalleorum
- Pristimantis lividus
- Pristimantis loustes
- Pristimantis mnionaetes
- Pristimantis modipeplus
- Pristimantis museosus
- Pristimantis mutabilis
- Pristimantis ocreatus
- Pristimantis orestes
- Pristimantis ornatus
- Pristimantis paramerus
- Pristimantis pardalinus
- Pristimantis parectatus
- Pristimantis pastazensis
- Pristimantis percultus
- Pristimantis petrobardus
- Pristimantis phalarus
- Pristimantis pinguis
- Pristimantis prolatus
- Pristimantis proserpens
- Pristimantis pteridophilus
- Pristimantis pulchridormientes
- Pristimantis pycnodermis
- Pristimantis pyrrhomerus
- Pristimantis quantus
- Pristimantis renjiforum
- Pristimantis rhodoplichus
- Pristimantis rivasi
- Pristimantis rubicundus
- Pristimantis ruthveni
- Pristimantis satagius
- Pristimantis scoloblepharus
- Pristimantis serendipitus
- Pristimantis shrevei
- Pristimantis simonbolivari
- Pristimantis simoteriscus
- Pristimantis siopelus
- Pristimantis sobetes
- Pristimantis sulculus
- Pristimantis surdus
- Pristimantis tenebrionis
- Pristimantis thymalopsoides
- Pristimantis truebae
- Pristimantis turumiquirensis
- Pristimantis urichi
- Pristimantis vidua
- Pristimantis viridicans
- Pristimantis viridis
- Pristimantis wagteri
- Psychrophrynella boettgeri
- Strabomantis ruizi
- Yunganastes bisignatus

##### Cycloramphidae
- Insuetophrynus acarpicus
- Rhinoderma darwinii
- Thoropa lutzi

##### Dendrobatidae
- Ameerega cainarachi
- Ameerega rubriventris
- Ameerega shihuemoy
- Ameerega silverstonei
- Ameerega yoshina
- Andinobates daleswansoni
- Colostethus agilis
- Colostethus ucumari
- Epipedobates tricolor
- Excidobates mysteriosus
- Hyloxalus azureiventris
- Hyloxalus cevallosi
- Hyloxalus elachyhistus
- Hyloxalus sylvaticus
- Hyloxalus toachi
- Oophaga arborea
- Oophaga speciosa
- Phyllobates bicolor
- Phyllobates terribilis
- Phyllobates vittatus
- Ranitomeya summersi
- Silverstoneia dalyi
- Silverstoneia punctiventris

##### Dicroglossidae
- Fejervarya greenii
- Fejervarya nicobariensis
- Fejervarya nilagirica
- Limnonectes arathooni
- Limnonectes ferneri
- Limnonectes microtympanum
- Limnonectes namiyei
- Limnonectes nitidus
- Minervarya sahyadris
- Nannophrys naeyakai
- Nanorana maculosa
- Nanorana unculuanus
- Nanorana yunnanensis
- Quasipaa boulengeri
- Quasipaa robertingeri

##### Eleutherodactylidae
- Adelophryne maranguapensis
- Eleutherodactylus acmonis
- Eleutherodactylus adelus
- Eleutherodactylus alcoae
- Eleutherodactylus amplinympha
- Eleutherodactylus andrewsi
- Eleutherodactylus armstrongi
- Eleutherodactylus auriculatoides
- Eleutherodactylus barlagnei
- Eleutherodactylus casparii
- Eleutherodactylus counouspeus
- Eleutherodactylus dennisi
- Eleutherodactylus dilatus
- Eleutherodactylus diplasius
- Eleutherodactylus emiliae
- Eleutherodactylus etheridgei
- Eleutherodactylus glamyrus
- Eleutherodactylus glaphycompus
- Eleutherodactylus grabhami
- Eleutherodactylus grahami
- Eleutherodactylus greyi
- Eleutherodactylus gryllus
- Eleutherodactylus guanahacabibes
- Eleutherodactylus gundlachi
- Eleutherodactylus haitianus
- Eleutherodactylus hedricki
- Eleutherodactylus heminota
- Eleutherodactylus hypostenor
- Eleutherodactylus intermedius
- Eleutherodactylus ionthus
- Eleutherodactylus jamaicensis
- Eleutherodactylus klinikowskii
- Eleutherodactylus leberi
- Eleutherodactylus lentus
- Eleutherodactylus luteolus
- Eleutherodactylus melacara
- Eleutherodactylus michaelschmidi
- Eleutherodactylus minutus
- Eleutherodactylus montanus
- Eleutherodactylus notidodes
- Eleutherodactylus nubicola
- Eleutherodactylus patriciae
- Eleutherodactylus pinarensis
- Eleutherodactylus pinchoni
- Eleutherodactylus pituinus
- Eleutherodactylus portoricensis
- Eleutherodactylus principalis
- Eleutherodactylus probolaeus
- Eleutherodactylus ruthae
- Eleutherodactylus saxatilis
- Eleutherodactylus schwartzi
- Eleutherodactylus simulans
- Eleutherodactylus sommeri
- Eleutherodactylus syristes
- Eleutherodactylus thomasi
- Eleutherodactylus toa
- Eleutherodactylus wightmanae
- Eleutherodactylus zeus
- Eleutherodactylus zugi

##### Heleophrynidae
- Heleophryne hewitti

##### Hemiphractidae
- Cryptobatrachus pedroruizi
- Cryptobatrachus ruthveni
- Flectonotus fitzgeraldi
- Gastrotheca aureomaculata
- Gastrotheca christiani
- Gastrotheca cornuta
- Gastrotheca espeletia
- Gastrotheca litonedis
- Gastrotheca nebulanastes
- Gastrotheca ochoai
- Gastrotheca orophylax
- Gastrotheca ovifera
- Gastrotheca pacchamama
- Gastrotheca pseustes
- Gastrotheca psychrophila
- Gastrotheca rebeccae
- Gastrotheca riobambae
- Gastrotheca splendens
- Gastrotheca stictopleura
- Gastrotheca trachyceps
- Hemiphractus johnsoni

##### Hylidae
- Argenteohyla siemersi
- Charadrahyla chaneque
- Dendropsophus gryllatus
- Dendropsophus meridensis
- Dryophytes suweonensis
- Duellmanohyla chamulae
- Duellmanohyla ignicolor
- Duellmanohyla lythrodes
- Duellmanohyla soralia
- Duellmanohyla uranochroa
- Ecnomiohyla fimbrimembra
- Ecnomiohyla minera
- Exerodonta catracha
- Exerodonta chimalapa
- Hyloscirtus charazani
- Hyloscirtus denticulentus
- Hyloscirtus piceigularis
- Hyloscirtus psarolaimus
- Hyloscirtus staufferorum
- Hyloscirtus tigrinus
- Isthmohyla pictipes
- Litoria brevipalmata
- Litoria cooloolensis
- Litoria dayi
- Litoria nannotis
- Litoria raniformis
- Litoria rheocola
- Megastomatohyla mixomaculata
- Megastomatohyla nubicola
- Osteopilus crucialis
- Osteopilus marianae
- Osteopilus wilderi
- Plectrohyla arborescandens
- Plectrohyla charadricola
- Plectrohyla cyclada
- Plectrohyla glandulosa
- Plectrohyla lacertosa
- Plectrohyla mykter
- Plectrohyla pentheter
- Plectrohyla psiloderma
- Plectrohyla robertsorum
- Plectrohyla sagorum
- Ptychohyla erythromma
- Ptychohyla legleri
- Ptychohyla leonhardschultzei
- Ptychohyla panchoi
- Ptychohyla salvadorensis
- Ptychohyla spinipollex
- Scinax belloni
- Scinax skuki
- Smilisca dentata

##### Hyperoliidae
- Afrixalus clarkei
- Afrixalus dorsimaculatus
- Afrixalus knysnae
- Afrixalus lacteus
- Arlequinus krebsi
- Chrysobatrachus cupreonitens
- Hyperolius ademetzi
- Hyperolius bobirensis
- Hyperolius dintelmanni
- Hyperolius kihangensis
- Hyperolius leleupi
- Hyperolius leucotaenius
- Hyperolius nienokouensis
- Hyperolius nimbae
- Hyperolius pickersgilli
- Hyperolius puncticulatus
- Hyperolius rubrovermiculatus
- Hyperolius thomensis
- Hyperolius torrentis
- Hyperolius ukwiva
- Kassina jozani
- Phlyctimantis keithae

##### Leptodactylidae
- Adenomera lutzi
- Physalaemus soaresi

##### Limnodynastidae
- Philoria kundagungan
- Philoria loveridgei
- Philoria pughi
- Philoria richmondensis
- Philoria sphagnicolus

##### Mantellidae
- Aglyptodactylus australis
- Boophis andrangoloaka
- Boophis anjanaharibeensis
- Boophis arcanus
- Boophis boehmei
- Boophis boppa
- Boophis feonnyala
- Boophis haematopus
- Boophis haingana
- Boophis jaegeri
- Boophis laurenti
- Boophis miadana
- Boophis narinsi
- Boophis piperatus
- Boophis rhodoscelis
- Boophis sambirano
- Boophis sandrae
- Boophis schuboeae
- Boophis solomaso
- Gephyromantis atsingy
- Gephyromantis azzurrae
- Gephyromantis corvus
- Gephyromantis eiselti
- Gephyromantis hintelmannae
- Gephyromantis klemmeri
- Gephyromantis ranjomavo
- Gephyromantis thelenae
- Gephyromantis webbi
- Gephyromantis zavona
- Guibemantis annulatus
- Guibemantis wattersoni
- Mantella cowanii
- Mantella expectata
- Mantella haraldmeieri
- Mantella viridis
- Mantidactylus albofrenatus
- Mantidactylus bourgati
- Mantidactylus delormei
- Mantidactylus madecassus
- Mantidactylus paidroa
- Spinomantis brunae
- Spinomantis microtis
- Tsingymantis antitra

##### Megophryidae
- Leptobrachium boringii
- Leptobrachium echinatum
- Leptobrachium leishanense
- Leptobrachium ngoclinhense
- Leptobrachium rakhinensis
- Leptobrachium xanthops
- Leptolalax alpinus
- Leptolalax applebyi
- Leptolalax bidoupensis
- Leptolalax firthi
- Leptolalax melicus
- Leptolalax pluvialis
- Leptolalax solus
- Megophrys brachykolos
- Oreolalax chuanbeiensis
- Oreolalax omeimontis
- Oreolalax pingii
- Oreolalax puxiongensis
- Scutiger chintingensis
- Scutiger muliensis
- Scutiger ningshanensis
- Scutiger pingwuensis

##### Micrixalidae
- Micrixalus gadgili

##### Microhylidae
- Anodonthyla emilei
- Anodonthyla hutchisoni
- Anodonthyla jeanbai
- Anodonthyla moramora
- Anodonthyla nigrigularis
- Anodonthyla rouxae
- Callulops kopsteini
- Chiasmocleis lacrimae
- Cophixalus mcdonaldi
- Cophixalus monticola
- Cophixalus neglectus
- Cophyla alticola
- Cophyla berara
- Cophyla mavomavo
- Cophyla milloti
- Cophyla noromalalae
- Cophyla olgae
- Cophyla rava
- Cophyla tetra
- Cophyla tsaratananaensis
- Ctenophryne barbatula
- Ctenophryne carpish
- Hoplophryne rogersi
- Hoplophryne uluguruensis
- Kalophrynus cryptophonus
- Kalophrynus palmatissimus
- Madecassophryne truebae
- Melanobatrachus indicus
- Microhyla pulchella
- Microhyla sholigari
- Microhyla zeylanica
- Micryletta steinegeri
- Oreophryne monticola
- Plethodontohyla fonetana
- Plethodontohyla guentheri
- Rhombophryne be
- Rhombophryne botabota
- Rhombophryne guentherpetersi
- Rhombophryne kibomena
- Rhombophryne longicrus
- Rhombophryne madagascariensis
- Rhombophryne miery
- Rhombophryne minuta
- Rhombophryne ornata
- Rhombophryne psologlossa
- Rhombophryne pygmaea
- Rhombophryne roseifemoralis
- Rhombophryne savaka
- Rhombophryne serratopalpebrosa
- Rhombophryne tany
- Rhombophryne testudo
- Rhombophryne vaventy
- Scaphiophryne gottlebei
- Uperodon mormorata
- Uperodon palmatus

##### Myobatrachidae
- Mixophyes fleayi
- Mixophyes iteratus
- Pseudophryne covacevichae
- Pseudophryne pengilleyi

##### Nasikabatrachidae
- Nasikabatrachus sahyadrensis

##### Nyctibatrachidae
- Nyctibatrachus aliciae
- Nyctibatrachus beddomii
- Nyctibatrachus karnatakaensis
- Nyctibatrachus minor
- Nyctibatrachus sanctipalustris
- Nyctibatrachus vasanthi

##### Pelobatidae
- Pelobates varaldii

##### Petropedetidae
- Arthroleptides martiensseni
- Arthroleptides yakusini
- Petropedetes palmipes
- Petropedetes perreti

##### Phrynobatrachidae
- Phrynobatrachus annulatus
- Phrynobatrachus ghanensis
- Phrynobatrachus irangi
- Phrynobatrachus krefftii
- Phrynobatrachus pakenhami
- Phrynobatrachus pintoi
- Phrynobatrachus ungujae

##### Phyllomedusidae
- Agalychnis annae
- Callimedusa baltea
- Callimedusa ecuatoriana

##### Pipidae
- Pipa myersi
- Xenopus gilli
- Xenopus itombwensis
- Xenopus largeni

##### Ptychadenidae
- Ptychadena nana
- Ptychadena newtoni

##### Pyxicephalidae
- Amietia inyangae
- Amietia johnstoni
- Anhydrophryne ngongoniensis
- Cacosternum thorini
- Natalobatrachus bonebergi
- Nothophryne broadleyi

##### Ranidae
- Amnirana asperrima
- Amnirana occidentalis
- Amolops cucae
- Amolops hainanensis
- Amolops hongkongensis
- Amolops minutus
- Babina holsti
- Babina okinavana
- Babina subaspera
- Hylarana montivaga
- Lithobates dunni
- Lithobates johni
- Lithobates onca
- Odorrana amamiensis
- Odorrana ishikawae
- Odorrana kuangwuensis
- Odorrana narina
- Odorrana splendida
- Odorrana supranarina
- Odorrana utsunomiyaorum
- Odorrana yentuensis
- Pelophylax cretensis
- Pelophylax shqipericus
- Pelophylax tenggerensis
- Pulchrana mangyanum
- Rana muscosa
- Rana pyrenaica
- Rana sauteri
- Rana sierrae
- Rana tavasensis

##### Ranixalidae
- Indirana brachytarsus
- Indirana diplosticta
- Indirana leptodactyla

##### Rhacophoridae
- Chiromantis nauli
- Chiromantis trilaksonoi
- Ghatixalus variabilis
- Gracixalus lumarius
- Gracixalus quyeti
- Liuixalus ocellatus
- Liuixalus romeri
- Philautus aurantium
- Philautus cardamonus
- Philautus disgregus
- Philautus kerangae
- Philautus neelanethrus
- Philautus schmackeri
- Polypedates insularis
- Pseudophilautus alto
- Pseudophilautus asankai
- Pseudophilautus auratus
- Pseudophilautus caeruleus
- Pseudophilautus cavirostris
- Pseudophilautus cuspis
- Pseudophilautus femoralis
- Pseudophilautus folicola
- Pseudophilautus frankenbergi
- Pseudophilautus fulvus
- Pseudophilautus hoffmanni
- Pseudophilautus microtympanum
- Pseudophilautus mittermeieri
- Pseudophilautus mooreorum
- Pseudophilautus pleurotaenia
- Pseudophilautus poppiae
- Pseudophilautus reticulatus
- Pseudophilautus sarasinorum
- Pseudophilautus schmarda
- Pseudophilautus silus
- Pseudophilautus silvaticus
- Pseudophilautus singu
- Pseudophilautus steineri
- Pseudophilautus stuarti
- Pseudophilautus tanu
- Pseudophilautus wynaadensis
- Pseudophilautus zorro
- Raorchestes charius
- Raorchestes nerostagona
- Raorchestes signatus
- Raorchestes tinniens
- Raorchestes travancoricus
- Raorchestes viridis
- Rhacophorus angulirostris
- Rhacophorus arvalis
- Rhacophorus aurantiventris
- Rhacophorus calcadensis
- Rhacophorus calcaneus
- Rhacophorus helenae
- Rhacophorus lateralis
- Rhacophorus minimus
- Rhacophorus vampyrus
- Rhacophorus yaoshanensis
- Taruga eques
- Taruga longinasus
- Theloderma bicolor
- Theloderma nebulosum
- Theloderma palliatum
- Theloderma ryabovi

##### Sooglossidae
- Sechellophryne gardineri
- Sooglossus sechellensis

##### Telmatobiidae
- Telmatobius brachydactylus
- Telmatobius brevirostris
- Telmatobius ceiorum
- Telmatobius edaphonastes
- Telmatobius hypselocephalus
- Telmatobius ignavus
- Telmatobius laticeps
- Telmatobius latirostris
- Telmatobius macrostomus
- Telmatobius mayoloi
- Telmatobius pisanoi
- Telmatobius platycephalus
- Telmatobius punctatus
- Telmatobius schreiteri
- Telmatobius scrocchii
- Telmatobius sibiricus
- Telmatobius stephani
- Telmatobius zapahuirensis

#### Caudata

##### Ambystomatidae
- Ambystoma altamirani
- Ambystoma flavipiperatum
- Ambystoma lermaense
- Ambystoma ordinarium

##### Hynobiidae
- Batrachuperus londongensis
- Hynobius chinensis
- Hynobius dunni
- Hynobius formosanus
- Hynobius hidamontanus
- Hynobius sonani
- Hynobius takedai
- Hynobius yangi
- Pachyhynobius yunanicus
- Ranodon sibiricus

##### Plethodontidae
- Batrachoseps campi
- Bolitoglossa alvaradoi
- Bolitoglossa celaque
- Bolitoglossa compacta
- Bolitoglossa conanti
- Bolitoglossa dunni
- Bolitoglossa engelhardti
- Bolitoglossa flavimembris
- Bolitoglossa flaviventris
- Bolitoglossa franklini
- Bolitoglossa heiroreias
- Bolitoglossa magnifica
- Bolitoglossa marmorea
- Bolitoglossa meliana
- Bolitoglossa minutula
- Bolitoglossa nigrescens
- Bolitoglossa pandi
- Bolitoglossa porrasorum
- Bolitoglossa riletti
- Bolitoglossa salvinii
- Bolitoglossa sooyorum
- Bolitoglossa subpalmata
- Bolitoglossa tatamae
- Bolitoglossa tica
- Bolitoglossa veracrucis
- Chiropterotriton chondrostega
- Chiropterotriton cracens
- Chiropterotriton dimidiatus
- Chiropterotriton multidentatus
- Cryptotriton alvarezdeltoroi
- Cryptotriton nasalis
- Dendrotriton kekchiorum
- Eurycea naufragia
- Eurycea tonkawae
- Gyrinophilus gulolineatus
- Gyrinophilus subterraneus
- Isthmura boneti
- Isthmura maxima
- Ixalotriton niger
- Nototriton barbouri
- Nototriton brodiei
- Nototriton limnospectator
- Nyctanolis pernix
- Oedipina carablanca
- Oedipina gephyra
- Oedipina gracilis
- Oedipina grandis
- Oedipina poelzi
- Oedipina pseudouniformis
- Oedipina stenopodia
- Phaeognathus hubrichti
- Plethodon stormi
- Plethodon welleri
- Pseudoeurycea altamontana
- Pseudoeurycea conanti
- Pseudoeurycea firscheini
- Pseudoeurycea lineola
- Pseudoeurycea longicauda
- Pseudoeurycea lynchi
- Pseudoeurycea melanomolga
- Pseudoeurycea nigromaculata
- Pseudoeurycea orchimelas
- Pseudoeurycea papenfussi
- Pseudoeurycea ruficauda
- Pseudoeurycea tenchalli
- Pseudoeurycea teotepec
- Pseudoeurycea tlilicxitl
- Pseudoeurycea werleri
- Speleomantes supramontis
- Thorius adelos
- Thorius arboreus
- Thorius boreas
- Thorius dubitus
- Thorius grandis
- Thorius lunaris
- Thorius minydemus
- Thorius omiltemi
- Thorius papaloae
- Thorius pulmonaris
- Thorius schmidti
- Thorius troglodytes

##### Proteidae
- Necturus alabamensis

##### Salamandridae
- Cynops ensicauda
- Echinotriton andersoni
- Euproctus platycephalus
- Hypselotriton orphicus
- Laotriton laoensis
- Lyciasalamandra antalyana
- Lyciasalamandra atifi
- Lyciasalamandra fazilae
- Lyciasalamandra flavimembris
- Notophthalmus meridionalis
- Paramesotriton guangxiensis
- Pleurodeles poireti
- Tylototriton hainanensis
- Tylototriton vietnamensis

#### Gymnophiona

##### Herpelidae
- Boulengerula changamwensis
- Boulengerula niedeni
- Boulengerula taitana

##### Ichthyophiidae
- Ichthyophis weberi

##### Indotyphlidae
- Hypogeophis brevis
- Praslinia cooperi

##### Rhinatrematidae
- Rhinatrema shiv

##### Scolecomorphidae
- Scolecomorphus uluguruensis

### Aves

#### Accipitriformes

##### Accipitridae
- Accipiter gundlachi
- Aquila nipalensis
- Buteogallus coronatus
- Circus macrosceles
- Circus maillardi
- Circus maurus
- Eutriorchis astur
- Gyps coprotheres
- Haliaeetus leucoryphus
- Leptodon forbesi
- Neophron percnopterus
- Nisaetus bartelsi
- Nisaetus philippensis
- Nisaetus pinskeri
- Pseudastur occidentalis
- Spizaetus isidori
- Torgos tracheliotos

#### Anseriformes

##### Anatidae
- Anas bernieri
- Anas melleri
- Anas nesiotis
- Anas wyvilliana
- Asarcornis scutulata
- Hymenolaimus malacorhynchos
- Mergus squamatus
- Oxyura leucocephala

#### Bucerotiformes

##### Bucerotidae
- Penelopides mindorensis
- Penelopides panini
- Rhyticeros narcondami

#### Caprimulgiformes

##### Apodidae
- Aerodramus bartschi

##### Caprimulgidae
- Antrostomus noctitherus
- Caprimulgus prigoginei
- Eleothreptus candicans

##### Trochilidae
- Aglaeactis aliciae
- Aglaiocercus berlepschi
- Amazilia boucardi
- Amazilia castaneiventris
- Amazilia luciae
- Campylopterus phainopeplus
- Chaetocercus berlepschi
- Eriocnemis mirabilis
- Eupherusa cyanophrys
- Glaucis dohrnii
- Heliangelus regalis
- Hylonympha macrocerca
- Loddigesia mirabilis
- Metallura baroni
- Metallura iracunda
- Ramphomicron dorsale
- Selasphorus ardens
- Taphrolesbia griseiventris
- Thalurania watertonii

#### Charadriiformes

##### Alcidae
- Brachyramphus marmoratus
- Synthliboramphus hypoleucus

##### Charadriidae
- Thinornis novaeseelandiae

##### Haematopodidae
- Haematopus chathamensis

##### Laridae
- Chlidonias albostriatus
- Larus bulleri
- Sterna acuticauda
- Sternula lorata

##### Rostratulidae
- Rostratula australis

##### Scolopacidae
- Calidris tenuirostris
- Numenius madagascariensis
- Prosobonia parvirostris
- Scolopax rochussenii
- Tringa guttifer

##### Turnicidae
- Turnix hottentottus
- Turnix olivii

#### Ciconiiformes

##### Ciconiidae
- Ciconia boyciana
- Ciconia stormi
- Leptoptilos dubius
- Mycteria cinerea

#### Columbiformes

##### Columbidae
- Alopecoenas hoedtii
- Alopecoenas rubescens
- Alopecoenas sanctaecrucis
- Columba thomensis
- Ducula aurorae
- Ducula galeata
- Ducula mindorensis
- Geotrygon leucometopia
- Geotrygon purpurata
- Leptotila conoveri
- Nesoenas mayeri
- Otidiphaps insularis
- Phapitreron cinereiceps
- Ptilinopus huttoni
- Ptilinopus roseicapilla
- Starnoenas cyanocephala
- Treron griveaudi
- Treron psittaceus
- Zentrygon carrikeri

#### Coraciiformes

##### Alcedinidae
- Actenoides bougainvillei
- Actenoides excelsus

#### Cuculiformes

##### Cuculidae
- Coccyzus rufigularis
- Neomorphus radiolosus

#### Eurypygiformes

##### Rhynochetidae
- Rhynochetos jubatus

#### Falconiformes

##### Falconidae
- Falco cherrug
- Falco punctatus

#### Galliformes

##### Cracidae
- Crax blumenbachii
- Crax globulosa
- Oreophasis derbianus
- Pauxi pauxi
- Penelope ortoni
- Penelope perspicax
- Pipile jacutinga

##### Megapodiidae
- Aepypodius bruijnii
- Macrocephalon maleo
- Megapodius laperouse
- Megapodius pritchardii

##### Odontophoridae
- Odontophorus strophium

##### Phasianidae
- Arborophila rufipectus
- Centrocercus minimus
- Pavo muticus
- Perdicula manipurensis
- Polyplectron katsumatae
- Polyplectron schleiermacheri
- Pternistis camerunensis
- Pternistis swierstrai
- Xenoperdix udzungwensis

#### Gruiformes

##### Gruidae
- Balearica regulorum
- Grus americana
- Grus japonensis

##### Heliornithidae
- Heliopais personatus

##### Psophiidae
- Psophia dextralis

##### Rallidae
- Gymnocrex talaudensis
- Hypotaenidia okinawae
- Hypotaenidia sylvestris
- Laterallus levraudi
- Laterallus tuerosi
- Porphyrio hochstetteri
- Rallus semiplumbeus
- Rallus wetmorei
- Sarothrura watersi
- Zapornia olivieri

#### Musophagiformes

##### Musophagidae
- Tauraco bannermani

#### Otidiformes

##### Otididae
- Neotis ludwigii
- Sypheotides indicus

#### Passeriformes

##### Acanthisittidae
- Xenicus gilviventris

##### Acrocephalidae
- Acrocephalus aequinoctialis
- Acrocephalus caffer
- Acrocephalus griseldis
- Acrocephalus sorghophilus
- Acrocephalus vaughani

##### Alaudidae
- Heteromirafra ruddi
- Mirafra ashi
- Mirafra sharpii
- Spizocorys fringillaris

##### Atrichornithidae
- Atrichornis clamosus
- Atrichornis rufescens

##### Campephagidae
- Edolisoma insperatum
- Edolisoma nesiotis

##### Cardinalidae
- Habia atrimaxillaris

##### Cisticolidae
- Apalis flavigularis
- Artisornis sousae
- Eremomela turneri
- Schistolais leontica

##### Corvidae
- Corvus florensis
- Pica asirensis
- Urocissa whiteheadi
- Zavattariornis stresemanni

##### Cotingidae
- Carpodectes antoniae
- Cephalopterus glabricollis
- Cotinga maculata
- Phibalura boliviana
- Phytotoma raimondii

##### Dasyornithidae
- Dasyornis brachypterus
- Dasyornis longirostris

##### Dicruridae
- Dicrurus fuscipennis
- Dicrurus menagei

##### Emberizidae
- Emberiza jankowskii

##### Estrildidae
- Cryptospiza shelleyi

##### Fringillidae
- Crithagra flavigula
- Fringilla polatzeki
- Hemignathus wilsoni
- Linaria johannis
- Loxia megaplaga
- Loxops coccineus
- Manucerthia mana
- Paroreomyza montana
- Spinus cucullatus

##### Furnariidae
- Asthenes perijana
- Automolus lammi
- Cranioleuca henricae
- Cranioleuca muelleri
- Leptasthenura xenothorax
- Premnoplex pariae
- Premnoplex tatei
- Synallaxis infuscata
- Synallaxis zimmeri
- Thripophaga amacurensis

##### Grallariidae
- Grallaria kaestneri
- Grallaria ridgelyi
- Grallaria saltuensis
- Grallaricula ochraceifrons

##### Hirundinidae
- Progne modesta
- Tachycineta cyaneoviridis

##### Hyliotidae
- Hyliota usambara

##### Hylocitreidae
- Hylocitrea bonthaina

##### Icteridae
- Agelaius tricolor
- Agelaius xanthomus
- Anumara forbesi
- Cacicus koepckeae
- Macroagelaius subalaris
- Nesopsar nigerrimus
- Psarocolius cassini

##### Leiotrichidae
- Garrulax bicolor
- Laniellus langbianis
- Leiothrix laurinae
- Trochalopteron cachinnans
- Trochalopteron jerdoni
- Trochalopteron yersini

##### Locustellidae
- Bradypterus graueri
- Megalurulus rufus

##### Macrosphenidae
- Macrosphenus pulitzeri

##### Malaconotidae
- Chlorophoneus kupeensis
- Laniarius amboimensis
- Laniarius brauni
- Malaconotus alius

##### Maluridae
- Stipiturus mallee

##### Meliphagidae
- Gymnomyza samoensis
- Manorina melanotis

##### Mimidae
- Mimus melanotis
- Mimus trifasciatus
- Ramphocinclus brachyurus

##### Mohouidae
- Mohoua ochrocephala

##### Monarchidae
- Chasiempis ibidis
- Clytorhynchus sanctaecrucis
- Metabolus rugensis
- Pomarea mendozae
- Symposiachrus brehmii
- Symposiachrus everetti
- Symposiachrus sacerdotum

##### Motacillidae
- Anthus sokokensis
- Macronyx sharpei
- Madanga ruficollis

##### Muscicapidae
- Chamaetylas choloensis
- Copsychus sechellarum
- Cyornis sanfordi
- Ficedula bonthaina
- Humblotia flavirostris
- Kittacincla cebuensis
- Larvivora ruficeps
- Monticola erythronotus
- Myiomela albiventris
- Myiomela major
- Myophonus blighi
- Sheppardia aurantiithorax
- Sheppardia gabela
- Sheppardia montana
- Vauriella albigularis

##### Nectariniidae
- Aethopyga duyvenbodei
- Cinnyris loveridgei
- Hedydipna pallidigaster

##### Oriolidae
- Oriolus mellianus

##### Pardalotidae
- Pardalotus quadragintus

##### Paridae
- Sittiparus owstoni

##### Parulidae
- Basileuterus griseiceps
- Catharopeza bishopi
- Geothlypis speciosa
- Myioborus pariae
- Setophaga angelae
- Setophaga chrysoparia

##### Passerellidae
- Ammospiza caudacuta
- Atlapetes flaviceps
- Atlapetes melanopsis
- Atlapetes pallidiceps
- Junco insularis
- Pipilo socorroensis
- Spizella wortheni
- Torreornis inexpectata
- Xenospiza baileyi

##### Pellorneidae
- Laticilla cinerascens
- Rimator pasquieri

##### Petroicidae
- Petroica multicolor
- Petroica traversi

##### Pittidae
- Erythropitta caeruleitorques
- Erythropitta palliceps
- Hydrornis gurneyi
- Pitta superba

##### Platysteiridae
- Platysteira laticincta

##### Ploceidae
- Foudia rubra
- Malimbus ballmanni
- Malimbus ibadanensis
- Ploceus aureonucha
- Ploceus batesi
- Ploceus golandi
- Ploceus nicolli

##### Pycnonotidae
- Chlorocichla prigoginei
- Hypsipetes moheliensis
- Hypsipetes siquijorensis
- Pycnonotus zeylanicus

##### Rhinocryptidae
- Eleoscytalopus psychopompus
- Scytalopus canus
- Scytalopus diamantinensis
- Scytalopus gonzagai
- Scytalopus iraiensis
- Scytalopus robbinsi
- Scytalopus rodriguezi

##### Sittidae
- Sitta insularis
- Sitta ledanti
- Sitta magna
- Sitta victoriae

##### Sturnidae
- Aplonis santovestris
- Gracula venerata

##### Thamnophilidae
- Clytoctantes alixii
- Euchrepomis sharpei
- Formicivora acutirostris
- Formicivora erythronotos
- Formicivora grantsaui
- Herpsilochmus parkeri
- Myrmoderus ruficauda
- Pyriglena atra
- Rhopornis ardesiacus

##### Thraupidae
- Bangsia aureocincta
- Cnemathraupis aureodorsalis
- Conothraupis mesoleuca
- Diglossa gloriosissima
- Diglossa venezuelensis
- Dubusia carrikeri
- Gubernatrix cristata
- Melanospiza richardsoni
- Microspingus alticola
- Nesospiza wilkinsi
- Poospiza garleppi
- Poospiza rubecula
- Sporophila iberaensis
- Sporophila maximiliani
- Sporophila palustris
- Tangara cabanisi

##### Tityridae
- Iodopleura pipra
- Pachyramphus spodiurus

##### Troglodytidae
- Cistothorus apolinari
- Ferminia cerverai
- Thryophilus sernai

##### Turdidae
- Cichlopsis leucogenys
- Geokichla guttata
- Turdus swalesi

##### Tyrannidae
- Anairetes alpinus
- Myiarchus semirufus
- Myiotheretes pernix
- Phyllomyias urichi
- Phylloscartes beckeri
- Phylloscartes roquettei
- Poecilotriccus luluae
- Pogonotriccus lanyoni
- Tyrannus cubensis

##### Vangidae
- Cyanolanius comorensis
- Prionops gabela
- Xenopirostris damii

##### Vireonidae
- Vireo masteri

##### Zosteropidae
- Dasycrotapha speciosa
- Rukia ruki
- Zosterops luteirostris
- Zosterops saypani
- Zosterops silvanus
- Zosterornis nigrorum

#### Pelecaniformes

##### Ardeidae
- Ardea humbloti
- Ardeola idae
- Botaurus poiciloptilus
- Gorsachius goisagi
- Gorsachius magnificus

##### Threskiornithidae
- Nipponia nippon
- Platalea minor
- Threskiornis bernieri

#### Piciformes

##### Bucconidae
- Malacoptila minor

##### Lybiidae
- Lybius leucogaster

##### Picidae
- Celeus obrieni
- Chrysocolaptes erythrocephalus
- Chrysocolaptes xanthocephalus
- Meiglyptes tristis
- Picumnus steindachneri
- Picumnus varzeae

##### Ramphastidae
- Aulacorhynchus huallagae
- Pteroglossus bitorquatus
- Ramphastos ariel

#### Podicipediformes

##### Podicipedidae
- Rollandia microptera

#### Procellariiformes

##### Diomedeidae
- Diomedea antipodensis
- Diomedea sanfordi
- Phoebetria fusca
- Thalassarche carteri
- Thalassarche chlororhynchos
- Thalassarche chrysostoma

##### Hydrobatidae
- Hydrobates homochroa

##### Oceanitidae
- Nesofregetta fuliginosa

##### Procellariidae
- Pachyptila macgillivrayi
- Pelecanoides garnotii
- Procellaria westlandica
- Pterodroma alba
- Pterodroma atrata
- Pterodroma baraui
- Pterodroma cahow
- Pterodroma hasitata
- Pterodroma incerta
- Pterodroma madeira
- Puffinus bannermani
- Puffinus huttoni
- Puffinus newelli

#### Psittaciformes

##### Cacatuidae
- Cacatua alba
- Zanda baudinii
- Zanda latirostris

##### Psittacidae
- Amazona auropalliata
- Amazona diadema
- Amazona finschi
- Amazona imperialis
- Amazona lilacina
- Amazona oratrix
- Amazona vinacea
- Amazona viridigenalis
- Anodorhynchus leari
- Ara ambiguus
- Ara rubrogenys
- Aratinga solstitialis
- Brotogeris pyrrhoptera
- Cyclopsitta coxeni
- Eos histrio
- Loriculus flosculus
- Lorius domicella
- Ognorhynchus icterotis
- Pezoporus occidentalis
- Pionites leucogaster
- Prioniturus luconensis
- Psephotellus chrysopterygius
- Psittacula eques
- Psittacus erithacus
- Psittacus timneh
- Pyrrhura amazonum
- Pyrrhura caeruleiceps
- Pyrrhura eisenmanni
- Pyrrhura griseipectus
- Pyrrhura orcesi
- Pyrrhura pfrimeri
- Pyrrhura viridicata
- Rhynchopsitta pachyrhyncha
- Rhynchopsitta terrisi
- Vini kuhlii

##### Strigopidae
- Nestor meridionalis
- Nestor notabilis

#### Sphenisciformes

##### Spheniscidae
- Eudyptes moseleyi
- Eudyptes sclateri
- Megadyptes antipodes
- Spheniscus demersus
- Spheniscus mendiculus

#### Strigiformes

##### Strigidae
- Bubo blakistoni
- Heteroglaux blewitti
- Ninox leventisi
- Ninox rumseyi
- Ninox spilonotus
- Ninox sumbaensis
- Otus alfredi
- Otus capnodes
- Otus insularis
- Otus ireneae
- Otus moheliensis
- Otus pauliani
- Otus thilohoffmanni
- Xenoglaux loweryi

##### Tytonidae
- Phodilus prigoginei

#### Suliformes

##### Phalacrocoracidae
- Phalacrocorax capensis
- Phalacrocorax featherstoni
- Phalacrocorax neglectus

##### Sulidae
- Morus capensis
- Papasula abbotti

### Cephalaspidomorphi

#### Petromyzontiformes

##### Petromyzontidae
- Entosphenus macrostoma
- Lampetra lanceolata

### Chondrichthyes

#### Carcharhiniformes

##### Carcharhinidae
- Carcharhinus borneensis
- Carcharhinus leiodon
- Glyphis glyphis
- Lamiopsis temminckii
- Negaprion acutidens (Southeast Asia subpopulation)

##### Pentanchidae
- Holohalaelurus favus
- Holohalaelurus punctatus

##### Sphyrnidae
- Eusphyra blochii
- Sphyrna lewini
- Sphyrna lewini (Eastern Central and Southeast Pacific subpopulation)
- Sphyrna lewini (Northwest and Western Central Atlantic subpopulation)
- Sphyrna lewini (Western Indian Ocean subpopulation)
- Sphyrna mokarran

##### Triakidae
- Hemitriakis leucoperiptera
- Mustelus schmitti
- Triakis acutipinna

#### Lamniformes

##### Cetorhinidae
- Cetorhinus maximus (Northeast Atlantic subpopulation)
- Cetorhinus maximus (North Pacific subpopulation)

##### Lamnidae
- Lamna nasus (Northwest Atlantic subpopulation)

#### Myliobatiformes

##### Aetobatidae
- Aetobatus flagellum

##### Dasyatidae
- Fluvitrygon kittipongi
- Fluvitrygon oxyrhyncha
- Fluvitrygon signifer
- Fontitrygon margarita
- Fontitrygon ukpam
- Hemitrygon laosensis
- Pastinachus solocirostris
- Urogymnus polylepis

##### Myliobatidae
- Aetomylaeus maculatus
- Aetomylaeus milvus
- Aetomylaeus vespertilio

#### Orectolobiformes

##### Rhincodontidae
- Rhincodon typus

##### Stegostomidae
- Stegostoma fasciatum
- Stegostoma fasciatum (Indian Ocean-Southeast Asian subpopulation)

#### Rajiformes

##### Arhynchobatidae
- Atlantoraja castelnaui
- Bathyraja griseocauda

##### Mobulidae
- Mobula mobular

##### Potamotrygonidae
- Potamotrygon tigrina

##### Rajidae
- Dipturus canutus
- Dipturus laevis
- Leucoraja circularis
- Leucoraja ocellata
- Malacoraja senta
- Raja radula
- Raja undulata
- Rostroraja alba
- Zearaja maugeana

##### Rhinopteridae
- Rhinoptera brasiliensis

##### Torpedinidae
- Torpedo adenensis

##### Urolophidae
- Urolophus orarius

#### Rhinopristiformes

##### Glaucostegidae
- Glaucostegus cemiculus

##### Pristidae
- Anoxypristis cuspidata
- Pristis clavata

##### Rhinidae
- Rhynchobatus luebberti

##### Rhinobatidae
- Rhinobatos rhinobatos

#### Squaliformes

##### Centrophoridae
- Centrophorus harrissoni

##### Squalidae
- Squalus acanthias (Mediterranean subpopulation)
- Squalus acanthias (Northwest Atlantic subpopulation)

#### Squatiniformes

##### Squatinidae
- Squatina argentina
- Squatina formosa
- Squatina guggenheim
- Squatina guggenheim (Brazilian subpopulation)
- Squatina occulta
- Squatina punctata

### Mammalia

#### Afrosoricida

##### Chrysochloridae
- Amblysomus marleyi
- Chrysospalax trevelyani
- Cryptochloris zyli
- Neamblysomus gunningi
- Neamblysomus julianae

##### Tenrecidae
- Microgale jenkinsae
- Microgale jobihely

#### Carnivora

##### Ailuridae
- Ailurus fulgens

##### Canidae
- Canis simensis
- Cuon alpinus
- Lycalopex fulvipes
- Lycaon pictus

##### Eupleridae
- Eupleres major
- Galidictis grandidieri
- Mungotictis decemlineata

##### Felidae
- Catopuma badia
- Leopardus jacobita
- Lynx pardinus
- Neofelis diardi borneensis
- Neofelis diardi diardi
- Panthera leo persica
- Panthera tigris
- Panthera tigris altaica
- Panthera tigris corbetti
- Panthera tigris tigris
- Prionailurus planiceps

##### Mustelidae
- Enhydra lutris
- Lontra felina
- Lontra provocax
- Lutra sumatrana
- Melogale everetti
- Mustela nigripes
- Pteronura brasiliensis

##### Otariidae
- Arctocephalus galapagoensis
- Eumetopias jubatus jubatus
- Neophoca cinerea
- Phocarctos hookeri
- Zalophus wollebaeki

##### Phocidae
- Monachus monachus
- Neomonachus schauinslandi
- Phoca vitulina mellonae
- Pusa caspica
- Pusa hispida saimensis

##### Procyonidae
- Nasuella meridensis

##### Viverridae
- Chrotogale owstoni
- Cynogale bennettii
- Viverra megaspila

#### Cetartiodactyla

##### Balaenidae
- Balaena mysticetus (East Greenland-Svalbard-Barents Sea subpopulation)
- Balaena mysticetus (Okhotsk Sea subpopulation)
- Eubalaena glacialis
- Eubalaena japonica

##### Balaenopteridae
- Balaenoptera borealis
- Balaenoptera musculus
- Balaenoptera physalus
- Megaptera novaeangliae (Arabian Sea subpopulation)
- Megaptera novaeangliae (Oceania subpopulation)

##### Bovidae
- Alcelaphus buselaphus lelwel
- Alcelaphus buselaphus swaynei
- Arabitragus jayakari
- Bos javanicus
- Bubalus arnee
- Bubalus depressicornis
- Bubalus quarlesi
- Capra caucasica
- Capra walie
- Cephalophus jentinki
- Cephalophus nigrifrons rubidus
- Cephalophus spadix
- Damaliscus lunatus korrigum
- Damaliscus lunatus topi
- Eudorcas tilonura
- Gazella gazella
- Gazella leptoceros
- Gazella spekei
- Kobus leche kafuensis
- Kobus megaceros
- Nanger granti petersii
- Nilgiritragus hylocrius
- Oreotragus oreotragus porteousi
- Procapra przewalskii
- Pseudois nayaur schaeferi
- Redunca fulvorufula
- Redunca fulvorufula adamauae
- Saiga tatarica mongolica
- Tragelaphus buxtoni

##### Cervidae
- Axis calamianensis
- Axis porcinus
- Dama mesopotamica
- Hippocamelus bisulcus
- Rucervus eldii
- Rusa alfredi

##### Delphinidae
- Cephalorhynchus hectori
- Delphinus delphis (Mediterranean subpopulation)
- Orcaella brevirostris
- Sousa plumbea
- Tursiops truncatus ponticus

##### Giraffidae
- Okapia johnstoni

##### Hippopotamidae
- Choeropsis liberiensis

##### Moschidae
- Moschus anhuiensis
- Moschus berezovskii
- Moschus chrysogaster
- Moschus cupreus
- Moschus fuscus
- Moschus leucogaster

##### Phocoenidae
- Neophocaena asiaeorientalis
- Phocoena phocoena relicta

##### Physeteridae
- Physeter macrocephalus (Mediterranean subpopulation)

##### Platanistidae
- Platanista gangetica
- Platanista gangetica gangetica
- Platanista gangetica minor

##### Suidae
- Babyrousa togeanensis
- Sus verrucosus
- Sus verrucosus blouchi

##### Tayassuidae
- Catagonus wagneri

##### Tragulidae
- Tragulus nigricans

#### Chiroptera

##### Emballonuridae
- Emballonura semicaudata
- Saccopteryx antioquensis

##### Hipposideridae
- Hipposideros coxi

##### Miniopteridae
- Miniopterus fuscus
- Miniopterus robustior

##### Molossidae
- Chaerephon bregullae
- Chaerephon tomensis
- Molossops aequatorianus
- Mormopterus acetabulosus
- Tomopeas ravus

##### Mormoopidae
- Pteronotus paraguanensis

##### Phyllostomidae
- Chiroderma improvisum
- Leptonycteris nivalis
- Lonchophylla bokermanni
- Lonchophylla dekeyseri
- Lonchorhina fernandezi
- Sturnira nana

##### Pteropodidae
- Acerodon humilis
- Acerodon jubatus
- Latidens salimalii
- Myonycteris brachycephala
- Neopteryx frosti
- Nyctimene rabori
- Pteralopex anceps
- Pteralopex atrata
- Pteropus fundatus
- Pteropus mariannus
- Pteropus melanopogon
- Pteropus niger
- Pteropus nitendiensis
- Pteropus pselaphon
- Pteropus rennelli
- Pteropus rodricensis

##### Rhinolophidae
- Rhinolophus belligerator
- Rhinolophus cognatus
- Rhinolophus maclaudi
- Rhinolophus montanus
- Rhinolophus proconsulis
- Rhinolophus ziama

##### Rhinopomatidae
- Rhinopoma hadramauticum

##### Vespertilionidae
- Chalinolobus neocaledonicus
- Eptesicus guadeloupensis
- Eptesicus japonensis
- Kerivoula africana
- Murina ryukyuana
- Myotis atacamensis
- Myotis findleyi
- Myotis peninsularis
- Myotis planiceps
- Myotis pruinosus
- Neoromicia malagasyensis
- Neoromicia roseveari
- Pipistrellus endoi
- Rhogeessa genowaysi

#### Dasyuromorphia

##### Dasyuridae
- Dasyurus hallucatus
- Dasyurus viverrinus
- Parantechinus apicalis
- Sarcophilus harrisii

##### Myrmecobiidae
- Myrmecobius fasciatus

#### Diprotodontia

##### Macropodidae
- Dendrolagus goodfellowi
- Dendrolagus matschiei
- Dendrolagus mbaiso
- Dendrolagus notatus
- Petrogale concinna
- Petrogale persephone
- Thylogale calabyi
- Thylogale lanatus

##### Petauridae
- Dactylopsila tatei
- Petaurus gracilis

##### Phalangeridae
- Phalanger alexandrae
- Phalanger lullulae

##### Potoroidae
- Bettongia tropica

#### Eulipotyphla

##### Erinaceidae
- Neohylomys hainanensis
- Podogymnura aureospinula

##### Solenodontidae
- Atopogale cubana
- Solenodon paradoxus

##### Soricidae
- Chimarrogale phaeura
- Crocidura ansellorum
- Crocidura bottegoides
- Crocidura canariensis
- Crocidura desperata
- Crocidura hikmiya
- Crocidura mdumai
- Crocidura miya
- Crocidura negrina
- Crocidura orii
- Crocidura phaeura
- Crocidura picea
- Crocidura stenocephala
- Crocidura tansaniana
- Crocidura tarella
- Crocidura thomensis
- Cryptotis endersi
- Cryptotis griseoventris
- Cryptotis merus
- Feroculus feroculus
- Myosorex blarina
- Myosorex geata
- Myosorex gnoskei
- Myosorex kihaulei
- Myosorex rumpii
- Solisorex pearsoni
- Sorex pribilofensis
- Suncus aequatorius
- Suncus dayi
- Suncus fellowesgordoni
- Suncus mertensi
- Suncus zeylanicus
- Sylvisorex isabellae
- Sylvisorex morio

##### Talpidae
- Desmana moschata
- Mogera etigo

#### Lagomorpha

##### Leporidae
- Caprolagus hispidus
- Lepus flavigularis
- Lepus hainanus
- Pentalagus furnessi
- Romerolagus diazi
- Sylvilagus cognatus
- Sylvilagus graysoni
- Sylvilagus insonus
- Sylvilagus robustus

##### Ochotonidae
- Ochotona argentata
- Ochotona hoffmanni
- Ochotona iliensis
- Ochotona koslowi

#### Macroscelidea

##### Macroscelididae
- Rhynchocyon chrysopygus

#### Peramelemorphia

##### Peramelidae
- Echymipera davidi
- Peroryctes broadbenti
- Rhynchomeles prattorum

#### Perissodactyla

##### Equidae
- Equus ferus
- Equus ferus przewalskii
- Equus grevyi
- Equus hemionus kulan
- Equus hemionus onager

##### Tapiridae
- Tapirus bairdii
- Tapirus indicus
- Tapirus pinchaque

#### Pholidota

##### Manidae
- Manis crassicaudata
- Manis culionensis

#### Primates

##### Atelidae
- Alouatta pigra
- Alouatta ululata
- Ateles belzebuth
- Ateles chamek
- Ateles geoffroyi
- Ateles geoffroyi ornatus
- Ateles geoffroyi yucatanensis
- Ateles marginatus
- Brachyteles arachnoides
- Lagothrix cana
- Lagothrix cana cana

##### Callitrichidae
- Callithrix flaviceps
- Leontopithecus chrysomelas
- Leontopithecus chrysopygus
- Leontopithecus rosalia
- Saguinus bicolor
- Saguinus leucopus

##### Cebidae
- Cebus malitiosus
- Cebus versicolor
- Saimiri oerstedii citrinellus
- Saimiri oerstedii oerstedii
- Sapajus robustus

##### Cercopithecidae
- Allochrocebus preussi
- Allochrocebus preussi insularis
- Allochrocebus preussi preussi
- Cercocebus galeritus
- Cercocebus lunulatus
- Cercocebus sanjei
- Cercopithecus erythrogaster erythrogaster
- Cercopithecus mitis kandti
- Cercopithecus roloway
- Colobus angolensis prigoginei
- Colobus guereza percivali
- Colobus satanas satanas
- Macaca maura
- Macaca munzala
- Macaca silenus
- Macaca sinica
- Macaca sinica aurifrons
- Macaca sinica opisthomelas
- Macaca sinica sinica
- Macaca sylvanus
- Mandrillus leucophaeus
- Mandrillus leucophaeus leucophaeus
- Mandrillus leucophaeus poensis
- Nasalis larvatus
- Nasalis larvatus larvatus
- Nasalis larvatus orientalis
- Piliocolobus badius
- Piliocolobus gordonorum
- Piliocolobus kirkii
- Piliocolobus pennantii
- Piliocolobus rufomitratus
- Piliocolobus temminckii
- Piliocolobus tephrosceles
- Presbytis comata
- Presbytis hosei canicrus
- Presbytis hosei sabana
- Presbytis melalophos
- Presbytis melalophos mitrata
- Presbytis melalophos sumatranus
- Presbytis potenziani
- Presbytis potenziani siberu
- Pygathrix nemaeus
- Pygathrix nigripes
- Rhinopithecus bieti
- Rhinopithecus brelichi
- Rhinopithecus roxellana
- Rhinopithecus roxellana hubeiensis
- Rhinopithecus roxellana qinlingensis
- Rhinopithecus roxellana roxellana
- Semnopithecus ajax
- Semnopithecus priam thersites
- Trachypithecus francoisi
- Trachypithecus geei
- Trachypithecus germaini
- Trachypithecus hatinhensis
- Trachypithecus phayrei
- Trachypithecus phayrei crepuscula
- Trachypithecus phayrei phayrei
- Trachypithecus phayrei shanicus
- Trachypithecus pileatus durga
- Trachypithecus pileatus pileatus
- Trachypithecus pileatus tenebricus
- Trachypithecus shortridgei
- Trachypithecus vetulus
- Trachypithecus vetulus monticola
- Trachypithecus vetulus philbricki
- Trachypithecus vetulus vetulus

##### Cheirogaleidae
- Microcebus arnholdi
- Microcebus berthae
- Microcebus bongolavensis
- Microcebus danfossi
- Microcebus jollyae
- Microcebus macarthurii
- Microcebus margotmarshae
- Microcebus mittermeieri
- Microcebus ravelobensis
- Microcebus sambiranensis
- Microcebus simmonsi
- Mirza coquereli
- Mirza zaza
- Phaner electromontis
- Phaner pallescens
- Phaner parienti

##### Daubentoniidae
- Daubentonia madagascariensis

##### Galagidae
- Euoticus pallidus pallidus
- Galagoides zanzibaricus zanzibaricus
- Sciurocheirus alleni alleni

##### Hominidae
- Pan paniscus
- Pan troglodytes
- Pan troglodytes ellioti
- Pan troglodytes schweinfurthii
- Pan troglodytes troglodytes

##### Hylobatidae
- Hoolock hoolock
- Hylobates abbotti
- Hylobates agilis
- Hylobates albibarbis
- Hylobates funereus
- Hylobates klossii
- Hylobates lar
- Hylobates lar carpenteri
- Hylobates lar lar
- Hylobates lar vestitus
- Hylobates moloch
- Hylobates muelleri
- Hylobates pileatus
- Nomascus gabriellae
- Nomascus siki
- Symphalangus syndactylus

##### Indriidae
- Avahi betsileo
- Avahi cleesei
- Avahi meridionalis
- Avahi mooreorum
- Avahi occidentalis
- Avahi unicolor
- Propithecus coquereli
- Propithecus coronatus
- Propithecus deckenii
- Propithecus edwardsi
- Propithecus verreauxi

##### Lemuridae
- Eulemur albifrons
- Eulemur collaris
- Eulemur coronatus
- Eulemur sanfordi
- Hapalemur griseus gilberti
- Lemur catta

##### Lepilemuridae
- Lepilemur ahmansonorum
- Lepilemur ankaranensis
- Lepilemur betsileo
- Lepilemur edwardsi
- Lepilemur grewcockorum
- Lepilemur hollandorum
- Lepilemur hubbardorum
- Lepilemur leucopus
- Lepilemur microdon
- Lepilemur milanoii
- Lepilemur mittermeieri
- Lepilemur otto
- Lepilemur randrianasoloi
- Lepilemur scottorum
- Lepilemur wrightae

##### Lorisidae
- Loris lydekkerianus grandis
- Loris lydekkerianus nordicus
- Loris tardigradus
- Loris tardigradus nycticeboides
- Loris tardigradus tardigradus

##### Pitheciidae
- Callicebus coimbrai
- Chiropotes albinasus
- Chiropotes utahickae
- Plecturocebus modestus
- Plecturocebus olallae

##### Tarsiidae
- Tarsius bancanus bancanus
- Tarsius bancanus saltator
- Tarsius pelengensis
- Tarsius sangirensis

#### Proboscidea

##### Elephantidae
- Elephas maximus

#### Rodentia

##### Capromyidae
- Geocapromys brownii
- Mesocapromys angelcabrerai
- Mesocapromys auritus
- Plagiodontia aedium

##### Chinchillidae
- Chinchilla chinchilla
- Chinchilla lanigera

##### Cricetidae
- Alticola olchonensis
- Anotomys leander
- Euryoryzomys lamia
- Gyldenstolpia fronto
- Habromys delicatulus
- Habromys simulatus
- Megadontomys cryophilus
- Megadontomys nelsoni
- Megadontomys thomasi
- Microakodontomys transitorius
- Microtus oaxacensis
- Microtus umbrosus
- Mindomys hammondi
- Nelsonia goldmani
- Neotoma angustapalata
- Oryzomys gorgasi
- Oxymycterus hucucha
- Oxymycterus josei
- Peromyscus madrensis
- Peromyscus melanocarpus
- Peromyscus melanurus
- Peromyscus ochraventer
- Peromyscus sejugis
- Peromyscus winkelmanni
- Phyllotis definitus
- Reithrodontomys bakeri
- Reithrodontomys raviventris
- Rheomys mexicanus
- Thomasomys hylophilus
- Thomasomys monochromos
- Thomasomys rosalinda
- Wilfredomys oenax
- Xenomys nelsoni

##### Ctenomyidae
- Ctenomys australis
- Ctenomys bonettoi
- Ctenomys flamarioni
- Ctenomys occultus
- Ctenomys pilarensis
- Ctenomys rionegrensis

##### Dasyproctidae
- Dasyprocta ruatanica

##### Dipodidae
- Sicista armenica
- Sicista kazbegica

##### Echimyidae
- Callistomys pictus
- Phyllomys brasiliensis
- Phyllomys lundi
- Phyllomys thomasi
- Trinomys moojeni
- Trinomys yonenagae

##### Geomyidae
- Geomys tropicalis
- Zygogeomys trichopus

##### Heteromyidae
- Dipodomys ingens
- Dipodomys stephensi
- Heteromys nelsoni
- Heteromys oasicus
- Heteromys spectabilis

##### Muridae
- Batomys russatus
- Bunomys coelestis
- Bunomys prolatus
- Crateromys heaneyi
- Crateromys schadenbergi
- Dasymys montanus
- Diplothrix legata
- Echiothrix leucura
- Gerbillus hesperinus
- Grammomys gigas
- Hadromys humei
- Hapalomys longicaudatus
- Hybomys badius
- Hybomys basilii
- Hylomyscus baeri
- Hylomyscus grandis
- Lamottemys okuensis
- Lophuromys dieterleni
- Lophuromys pseudosikapusi
- Mallomys gunung
- Margaretamys christinae
- Maxomys wattsi
- Melomys aerosus
- Melomys bannisteri
- Melomys caurinus
- Melomys matambuai
- Melomys talaudium
- Meriones dahli
- Mus famulus
- Mus fernandoni
- Nesokia bunnii
- Nesoromys ceramicus
- Niviventer hinpoon
- Notomys aquilo
- Otomys barbouri
- Otomys burtoni
- Paraleptomys rufilatus
- Paramelomys gressitti
- Paulamys naso
- Pogonomys fergussoniensis
- Praomys morio
- Praomys obscurus
- Rattus burrus
- Rattus hainaldi
- Rattus montanus
- Rattus ranjiniae
- Rattus simalurensis
- Rattus vandeuseni
- Solomys salebrosus
- Solomys sapientis
- Sundamys maxi
- Tokudaia osimensis
- Tokudaia tokunoshimensis
- Uromys rex
- Vandeleuria nilagirica
- Vandeleuria nolthenii

##### Nesomyidae
- Eliurus penicillatus
- Eliurus petteri
- Hypogeomys antimena
- Macrotarsomys ingens
- Mystromys albicaudatus
- Nesomys lambertoni
- Voalavo antsahabensis

##### Sciuridae
- Ammospermophilus nelsoni
- Cynomys mexicanus
- Cynomys parvidens
- Eupetaurus cinereus
- Hylopetes sipora
- Iomys sipora
- Marmota sibirica
- Neotamias palmeri
- Otospermophilus beecheyi atricapillus
- Paraxerus vincenti
- Pteromyscus pulverulentus
- Tamiasciurus mearnsi
- Xerospermophilus perotensis

##### Spalacidae
- Spalax arenarius
- Tachyoryctes macrocephalus

#### Scandentia

##### Tupaiidae
- Tupaia nicobarica

#### Sirenia

##### Trichechidae
- Trichechus manatus latirostris
- Trichechus manatus manatus

### Myxini

#### Myxiniformes

##### Myxinidae
- Myxine paucidens
- Paramyxine taiwanae

### Reptilia

#### Squamata

##### Agamidae
- Calotes liocephalus
- Ceratophora tennentii
- Otocryptis beddomii
- Phrynocephalus rossikowi
- Tympanocryptis condaminensis
- Tympanocryptis pinguicolla
- Tympanocryptis wilsoni

##### Amphisbaenidae
- Amphisbaena caudalis
- Amphisbaena fenestrata
- Amphisbaena hyporissor
- Cynisca oligopholis

##### Anguidae
- Abronia aurita
- Abronia chiszari
- Abronia deppii
- Abronia fimbriata
- Abronia fuscolabialis
- Abronia gaiophantasma
- Abronia graminea
- Abronia martindelcampoi
- Abronia matudai
- Abronia meledona
- Abronia montecristoi
- Abronia salvadorensis
- Barisia herrerae
- Barisia rudicollis
- Celestus agasepsoides
- Celestus barbouri
- Celestus bivittatus
- Celestus darlingtoni
- Celestus haetianus
- Celestus hewardi
- Celestus macrotus
- Celestus maculatus
- Celestus molesworthi
- Celestus montanus
- Gerrhonotus parvus
- Mesaspis juarezi
- Ophisaurus ceroni

##### Anniellidae
- Anniella geronimensis

##### Boidae
- Chilabothrus granti
- Chilabothrus monensis
- Corallus blombergi
- Corallus cropanii

##### Bolyeridae
- Casarea dussumieri

##### Calamariidae
- Calamaria pfefferi
- Calamaria yunnanensis
- Pseudorabdion montanum

##### Carphodactylidae
- Phyllurus gulbaru
- Saltuarius eximius

##### Chamaeleonidae
- Archaius tigris
- Bradypodion caeruleogula
- Bradypodion caffer
- Bradypodion taeniabronchum
- Brookesia bekolosy
- Brookesia decaryi
- Brookesia dentata
- Brookesia exarmata
- Brookesia karchei
- Brookesia lineata
- Brookesia minima
- Brookesia perarmata
- Brookesia peyrierasi
- Brookesia ramanantsoai
- Brookesia tristis
- Brookesia valerieae
- Calumma andringitraense
- Calumma furcifer
- Calumma gallus
- Calumma glawi
- Calumma globifer
- Calumma hilleniusi
- Calumma vencesi
- Calumma vohibola
- Furcifer balteatus
- Furcifer minor
- Furcifer nicosiai
- Kinyongia magomberae
- Kinyongia matschiei
- Kinyongia multituberculata
- Kinyongia tenuis
- Kinyongia vosseleri
- Nadzikambia mlanjensis
- Rhampholeon platyceps
- Rhampholeon spinosus
- Rhampholeon temporalis
- Rhampholeon viridis
- Trioceros laterispinis
- Trioceros perreti
- Trioceros pfefferi

##### Colubridae
- Ahaetulla perroteti
- Boiga bourreti
- Boiga saengsomi
- Euprepiophis perlacea
- Ficimia hardyi
- Hierophis cypriensis
- Oligodon meyerinkii
- Oxybelis wilsoni
- Pituophis ruthveni
- Tantilla flavilineata
- Tantilla lempira
- Tantilla oolitica
- Tantilla shawi
- Telescopus hoogstraali
- Thrasops schmidti

##### Cordylidae
- Cordylus meculae
- Platysaurus monotropis

##### Crotaphytidae
- Crotaphytus antiquus
- Gambelia sila

##### Dactyloidae
- Anolis ahli
- Anolis amplisquamosus
- Anolis breedlovei
- Anolis cusuco
- Anolis guafe
- Anolis haetianus
- Anolis hobartsmithi
- Anolis koopmani
- Anolis loveridgei
- Anolis marron
- Anolis proboscis
- Anolis pygmaeus
- Anolis ruizii
- Anolis strahmi

##### Diplodactylidae
- Bavayia exsuccida
- Bavayia goroensis
- Bavayia ornata
- Dierogekko validiclavis
- Eurydactylodes symmetricus
- Lucasium occultum
- Rhacodactylus trachyrhynchus

##### Dipsadidae
- Adelphicos daryi
- Adelphicos ibarrorum
- Alsophis rijgersmaei
- Alsophis sanctonum
- Arrhyton tanyplectum
- Atractus carrioni
- Atractus duboisi
- Atractus occidentalis
- Calamodontophis ronaldoi
- Chapinophis xanthocheilus
- Chersodromus rubriventris
- Enulius roatenensis
- Erythrolamprus triscalis
- Geophis fulvoguttatus
- Geophis talamancae
- Hypsirhynchus polylepis
- Ialtris agyrtes
- Rhadinaea marcellae
- Rhadinaea montana
- Rhadinaea stadelmani
- Rhadinella hempsteadae
- Rhadinella posadasi
- Saphenophis sneiderni
- Sibon lamari
- Thermophis zhaoermii
- Trimetopon simile

##### Elapidae
- Aipysurus fuscus
- Elapsoidea chelazzii
- Elapsoidea nigra
- Hemiaspis damelii
- Micrurus catamayensis
- Ogmodon vitianus

##### Eublepharidae
- Goniurosaurus catbaensis
- Goniurosaurus orientalis
- Goniurosaurus splendens

##### Gekkonidae
- Cnemaspis goaensis
- Cnemaspis occidentalis
- Cnemaspis psychedelica
- Cnemaspis wynadensis
- Cyrtodactylus sadleiri
- Ebenavia maintimainty
- Gehyra barea
- Luperosaurus joloensis
- Luperosaurus macgregori
- Lygodactylus intermedius
- Lygodactylus ornatus
- Lygodactylus roavolana
- Mediodactylus amictopholis
- Paragehyra gabriellae
- Paroedura masobe
- Paroedura sanctijohannis
- Paroedura tanjaka
- Phelsuma flavigularis
- Phelsuma guentheri
- Phelsuma klemmeri
- Phelsuma robertmertensi
- Phelsuma roesleri
- Phelsuma seippi
- Phelsuma serraticauda
- Phelsuma vanheygeni
- Uroplatus guentheri
- Uroplatus malahelo
- Uroplatus pietschmanni

##### Gerrhosauridae
- Tetradactylus udzungwensis
- Zonosaurus subunicolor

##### Gymnophthalmidae
- Anadia blakei
- Anadia brevifrontalis
- Anadia pamplonensis
- Anadia pariaensis
- Calyptommatus confusionibus
- Echinosaura brachycephala
- Echinosaura sulcarostrum
- Macropholidus annectens
- Proctoporus cephalolineatus
- Riama balneator
- Riama columbiana
- Riama crypta
- Riama labionis
- Riama oculata
- Riama petrorum
- Riama simotera

##### Homalopsidae
- Cerberus microlepis
- Enhydris vorisi

##### Hoplocercidae
- Morunasaurus groi

##### Iguanidae
- Amblyrhynchus cristatus mertensi
- Amblyrhynchus cristatus nanus
- Brachylophus bulabula
- Brachylophus fasciatus
- Ctenosaura flavidorsalis
- Ctenosaura melanosterna
- Ctenosaura oedirhina
- Ctenosaura palearis
- Ctenosaura quinquecariniata
- Cyclura cychlura cychlura
- Cyclura cychlura inornata
- Cyclura lewisi
- Cyclura rileyi
- Cyclura rileyi nuchalis
- Cyclura stejnegeri

##### Lacertidae
- Acanthodactylus ahmaddisii
- Acanthodactylus blanci
- Acanthodactylus schreiberi
- Algyroides marchi
- Darevskia bendimahiensis
- Darevskia clarkorum
- Darevskia kopetdaghica
- Darevskia rostombekovi
- Darevskia uzzelli
- Iberolacerta aranica
- Iberolacerta aurelioi
- Iberolacerta cyreni
- Parvilacerta fraasii
- Philochortus zolii
- Phoenicolacerta kulzeri
- Podarcis carbonelli
- Podarcis cretensis
- Podarcis lilfordi
- Psammodromus microdactylus
- Takydromus dorsalis
- Takydromus toyamai

##### Lamprophiidae
- Lamprophis geometricus

##### Leiosauridae
- Pristidactylus alvaroi
- Pristidactylus valeriae
- Pristidactylus volcanensis

##### Leptotyphlopidae
- Mitophis pyrites
- Tetracheilostoma breuili

##### Liolaemidae
- Liolaemus arambarensis
- Liolaemus fabiani
- Liolaemus forsteri
- Liolaemus insolitus
- Liolaemus isabelae
- Liolaemus leopardinus
- Liolaemus loboi
- Liolaemus lorenzmuelleri
- Liolaemus manueli
- Liolaemus multimaculatus
- Liolaemus poconchilensis
- Liolaemus riodamas
- Liolaemus robertoi
- Liolaemus salinicola
- Liolaemus scapularis
- Liolaemus stolzmanni
- Liolaemus torresi
- Phymaturus bibronii
- Phymaturus darwini
- Phymaturus tenebrosus

##### Natricidae
- Hebius concelarum
- Hebius metusium
- Hologerrhum dermali
- Lycognathophis seychellensis
- Opisthotropis alcalai
- Thamnophis melanogaster
- Thamnophis mendax

##### Phrynosomatidae
- Sceloporus chaneyi
- Sceloporus cyanostictus
- Sceloporus goldmani
- Uma exsul
- Uma inornata
- Urosaurus auriculatus

##### Phyllodactylidae
- Phyllodactylus angustidigitus
- Phyllodactylus delsolari
- Phyllodactylus hispaniolae
- Phyllodactylus thompsoni
- Tarentola gigas

##### Pseudoxyrhophiidae
- Alluaudina mocquardi
- Heteroliodon fohy
- Liophidium mayottensis
- Lycodryas guentheri
- Lycodryas inopinae
- Phisalixella variabilis
- Pseudoxyrhopus kely
- Thamnosophis martae

##### Pygopodidae
- Aprasia litorea
- Delma impar
- Delma tealei

##### Scincidae
- Acontias poecilus
- Acontias rieppeli
- Amphiglossus decaryi
- Brachymeles vermis
- Caledoniscincus auratus
- Caledoniscincus chazeaui
- Caledoniscincus orestes
- Caledoniscincus renevieri
- Celatiscincus euryotis
- Celatiscincus similis
- Chalcides mauritanicus
- Chalcides parallelus
- Chalcides simonyi
- Chioninia vaillantii
- Ctenotus kurnbudj
- Ctenotus stuarti
- Cyclodomorphus praealtus
- Dasia subcaerulea
- Emoia adspersa
- Emoia aneityumensis
- Emoia boettgeri
- Emoia campbelli
- Emoia lawesi
- Emoia mokosariniveikau
- Emoia ponapea
- Emoia samoensis
- Emoia trossula
- Eulamprus leuraensis
- Eulamprus tympanum marnieae
- Eurylepis poonaensis
- Eutropis clivicola
- Janetaescincus braueri
- Janetaescincus veseyfitzgeraldi
- Kanakysaurus viviparus
- Kanakysaurus zebratus
- Lankascincus deignani
- Leptosiaphos pauliani
- Lerista ameles
- Lerista haroldi
- Lerista lineata
- Lerista puncticauda
- Liopholis guthega
- Lioscincus steindachneri
- Lissolepis coventryi
- Madascincus macrolepis
- Melanoseps emmrichi
- Nangura spinosa
- Nannoscincus garrulus
- Nannoscincus greeri
- Nannoscincus humectus
- Nannoscincus slevini
- Oligosoma otagense
- Phasmasaurus maruia
- Phoboscincus bocourti
- Pseudemoia cryodroma
- Pseudoacontias angelorum
- Pygomeles petteri
- Sirenoscincus yamagishi
- Spondylurus fulgida
- Spondylurus nitidus
- Spondylurus powelli
- Tiliqua adelaidensis
- Typhlacontias kataviensis
- Tytthoscincus biparietalis
- Voeltzkowia mira

##### Shinisauridae
- Shinisaurus crocodilurus

##### Sphaerodactylidae
- Gonatodes purpurogularis
- Gonatodes seigliei
- Lepidoblepharis conolepis
- Lepidoblepharis williamsi
- Sphaerodactylus armasi
- Sphaerodactylus asterulus
- Sphaerodactylus beattyi
- Sphaerodactylus cryphius
- Sphaerodactylus dacnicolor
- Sphaerodactylus dimorphicus
- Sphaerodactylus inaguae
- Sphaerodactylus intermedius
- Sphaerodactylus ladae
- Sphaerodactylus mariguanae
- Sphaerodactylus ocoae
- Sphaerodactylus oliveri
- Sphaerodactylus omoglaux
- Sphaerodactylus oxyrhinus
- Sphaerodactylus parkeri
- Sphaerodactylus parthenopion
- Sphaerodactylus perissodactylius
- Sphaerodactylus phyzacinus
- Sphaerodactylus pimienta
- Sphaerodactylus plummeri
- Sphaerodactylus randi
- Sphaerodactylus rhabdotus
- Sphaerodactylus richardsoni
- Sphaerodactylus ruibali
- Sphaerodactylus scapularis
- Sphaerodactylus schwartzi
- Sphaerodactylus semasiops
- Sphaerodactylus storeyae
- Sphaerodactylus thompsoni
- Sphaerodactylus torrei
- Sphaerodactylus zygaena

##### Teiidae
- Ameiva provitaae
- Pholidoscelis corax
- Pholidoscelis dorsalis
- Pholidoscelis polops

##### Tropiduridae
- Leiocephalus vinculum
- Stenocercus modestus
- Stenocercus varius

##### Typhlopidae
- Afrotyphlops gierrai
- Amerotyphlops tasymicris
- Amerotyphlops trinitatus
- Antillotyphlops granti
- Letheobia uluguruensis
- Ramphotyphlops exocoeti
- Ramphotyphlops suluensis
- Typhlops capitulatus
- Typhlops caymanensis
- Typhlops gonavensis
- Typhlops monensis
- Typhlops proancylops
- Typhlops schmutzi
- Typhlops sylleptor
- Typhlops syntherus
- Typhlops tetrathyreus
- Typhlops titanops

##### Uropeltidae
- Platyplectrurus madurensis
- Rhinophis travancoricus

##### Varanidae
- Varanus mabitang
- Varanus macraei
- Varanus mertensi

##### Viperidae
- Atropoides indomitus
- Bitis inornata
- Bothriechis marchi
- Bothrops lojanus
- Crotalus pusillus
- Cryptelytrops kanburiensis
- Macrovipera schweizeri
- Mixcoatlus barbouri
- Mixcoatlus melanurus
- Montivipera albizona
- Montivipera bornmuelleri
- Montivipera latifii
- Popeia buniana
- Protobothrops mangshanensis
- Protobothrops sieversorum
- Protobothrops trungkhanhensis
- Vipera graeca
- Vipera kaznakovi
- Vipera magnifica
- Vipera pontica
- Vipera ursinii rakosiensis
- Viridovipera truongsonensis

##### Xantusiidae
- Lepidophyma lipetzi

##### Xenosauridae
- Xenosaurus newmanorum
- Xenosaurus platyceps

#### Testudines

##### Chelidae
- Acanthochelys pallidipectoris
- Chelodina pritchardi
- Elseya bellii
- Elusor macrurus

##### Cheloniidae
- Caretta caretta (North East Atlantic subpopulation)
- Chelonia mydas

##### Emydidae
- Clemmys guttata
- Emydoidea blandingii
- Glyptemys insculpta
- Graptemys caglei
- Graptemys gibbonsi
- Graptemys pearlensis
- Pseudemys alabamensis
- Terrapene coahuila
- Trachemys adiutrix
- Trachemys taylori

##### Geoemydidae
- Batagur dhongoka
- Batagur trivittata
- Cuora flavomarginata
- Cuora mouhotii
- Geoemyda japonica
- Geoemyda spengleri
- Heosemys annandalii
- Heosemys spinosa
- Mauremys mutica
- Mauremys nigricans
- Mauremys reevesii
- Mauremys sinensis
- Orlitia borneensis
- Pangshura sylhetensis
- Sacalia bealei
- Sacalia quadriocellata
- Vijayachelys silvatica

##### Platysternidae
- Platysternon megacephalum

##### Testudinidae
- Chelonoidis chathamensis
- Chelonoidis vicina
- Indotestudo elongata
- Indotestudo forstenii
- Manouria emys
- Testudo hermanni hermanni

##### Trionychidae
- Chitra indica
- Cycloderma frenatum
- Nilssonia formosa
- Palea steindachneri
- Pelochelys cantorii
- Rafetus euphraticus

## Cnidaria

### Anthozoa

#### Actinaria

##### Actiniidae
- Paranemonia vouliagmeniensis

#### Pennatulacea

##### Pennatulidae
- Crassophyllum thessalonicae

#### Scleractinia

##### Acroporidae
- Acropora roseni
- Acropora rudis
- Acropora suharsonoi
- Anacropora spinosa
- Isopora togianensis
- Montipora dilatata
- Montipora setosa

##### Faviidae
- Cladocora caespitosa
- Montastraea annularis
- Montastraea faveolata
- Parasimplastrea sheppardi

##### Fungiidae
- Cantharellus noumeae
- Lithophyllon ranjithi

##### Meandrinidae
- Ctenella chagius

##### Merulinidae
- Hydnophora bonsai

##### Mussidae
- Lobophyllia serratus

##### Pectiniidae
- Pectinia maxima

##### Pocilloporidae
- Pocillopora fungiformis
- Stylophora madagascarensis

##### Poritidae
- Alveopora excelsa
- Alveopora minuta
- Porites desilveri
- Porites eridani
- Porites ornata

### Hydrozoa

#### Milleporina

##### Milleporidae
- Millepora striata
- Millepora tuberosa

## Echinodermata

### Holothuroidea

#### Aspidochirotida

##### Holothuriidae
- Holothuria lessoni
- Holothuria nobilis
- Holothuria scabra
- Holothuria whitmaei

##### Stichopodidae
- Apostichopus japonicus
- Isostichopus fuscus
- Thelenota ananas

## Mollusca

### Bivalvia

#### Unionida

##### Etheriidae
- Pseudomulleria dalyi

##### Hyriidae
- Diplodon dunkerianus
- Diplodon fontaineanus

##### Iridinidae
- Mutela langi

##### Margaritiferidae
- Cumberlandia monodonta
- Margaritifera homsensis
- Margaritifera laosensis
- Margaritifera margaritifera
- Margaritifera marrianae

##### Unionidae
- Alasmidonta arcula
- Alasmidonta atropurpurea
- Alasmidonta triangulata
- Anodonta pseudodopsis
- Arcidens wheeleri
- Coelatura cridlandi
- Coelatura stagnorum
- Cristaria truncata
- Disconaias salinasensis
- Elliptio chipolaensis
- Elliptio spinosa
- Epioblasma capsaeformis
- Epioblasma obliquata obliquata
- Epioblasma triquetra
- Fusconaia cuneolus
- Fusconaia escambia
- Fusconaia lananensis
- Fusconaia masoni
- Hamiota altilis
- Lamprotula contritus
- Lamprotula ponderosa
- Lampsilis higginsii
- Lampsilis powellii
- Lampsilis rafinesqueana
- Medionidus acutissimus
- Medionidus parvulus
- Modellnaia siamensis
- Obovaria rotulata
- Obovaria subrotunda
- Oxynaia diespiter
- Oxynaia micheloti
- Plethobasus cyphyus
- Pleurobema decisum
- Pleurobema pyriforme
- Pleurobema taitianum
- Pleuronaia dolabelloides
- Potamilus amphichaenus
- Potamilus inflatus
- Potomida littoralis
- Prisodontopsis aviculaeformis
- Protunio messageri
- Pseudodon resupinatus
- Ptychobranchus greenii
- Quadrula cylindrica strigillata
- Quadrula intermedia
- Unio abyssinicus
- Unio crassus
- Unio durieui
- Villosa fabalis

#### Venerida

##### Cyrenidae
- Corbicula madagascariensis
- Corbicula possoensis

##### Sphaeriidae
- Eupera degorteri
- Pisidium edlaueri
- Pisidium maasseni
- Sphaerium regularis

### Cephalopoda

#### Octopoda

##### Cirroctopodidae
- Cirroctopus hochbergi

##### Opisthoteuthidae
- Opisthoteuthis mero

### Gastropoda

#### Allogastropoda

##### Valvatidae
- Valvata klemmi
- Valvata mergella
- Valvata montenegrina

#### Architaenioglossa

##### Ampullariidae
- Lanistes alexandri
- Lanistes nyassanus
- Lanistes solidus

##### Cyclophoridae
- Adelopoma stolli
- Boucardicus carylae
- Boucardicus culminans
- Boucardicus curvifolius
- Boucardicus delicatus
- Boucardicus divei
- Boucardicus esetrae
- Boucardicus magnilobatus
- Boucardicus mahermanae
- Boucardicus randalanai
- Boucardicus victorhernandezi
- Cyathopoma picardense
- Cyclophorus sp. nov. 'cave'
- Cyclophorus sp. nov. 'Periomphalic furrow'

##### Diplommatinidae
- Arinia biplicata
- Arinia streptaxiformis
- Diplommatina inflatula
- Diplommatina pyramis
- Hungerfordia pelewensis
- Macropalaina pomatiaeformis
- Opisthostoma dormani
- Opisthostoma simplex
- Palaina taviensis
- Palaina wilsoni

##### Maizaniidae
- Maizania hildebrandti thikensis

##### Neocyclotidae
- Fijiopoma liberata
- Gonatorhaphe intercostata
- Gonatorhaphe stricta

##### Viviparidae
- Anulotaia forcarti
- Bellamya contracta
- Bellamya crawshayi
- Bellamya robertsoni
- Cipangopaludina dianchiensis
- Heterogen longispira
- Margarya bicostata
- Margarya mansuyi
- Margarya melanoides
- Notopala sublineata
- Tulotoma magnifica

#### Cycloneritimorpha

##### Helicinidae
- Helicina rostrata

##### Neritidae
- Neritina coronata
- Theodoxus prevostianus
- Theodoxus subterrelictus
- Theodoxus transversalis

#### Hygrophila

##### Lymnaeidae
- Fisherola nuttalli
- Lymnaea maroccana
- Radix pinteri
- Radix skutaris
- Stagnicola idahoensis
- Stagnicola kayseris

##### Planorbidae
- Africanogyrus starmuehlneri
- Ancylus lapicidus
- Ancylus tapirulus
- Biomphalaria tchadiensis
- Bulinus camerunensis
- Bulinus succinoides
- Ceratophallus crassus
- Ferrissia kavirondica
- Ferrissia toroensis
- Gyraulus cockburni
- Gyraulus crenophilus
- Gyraulus fontinalis
- Gyraulus meierbrooki
- Gyraulus stankovici
- Gyraulus trapezoides
- Planorbis macedonicus

#### Littorinimorpha

##### Assimineidae
- Assiminea pecos
- Austroassiminea letha
- Eussoia inopina
- Omphalotropis hieroglyphica
- Omphalotropis subsoluta

##### Bithyniidae
- Bithynia pesicii
- Bithynia prespensis
- Bithynia skadarskii
- Bithynia zeta
- Funduella incisa
- Gabbiella humerosa alberti
- Gabbiella humerosa edwardi
- Gabbiella spiralis
- Gabbiella tchadiensis
- Gabbiella verdcourti
- Liminitesta sulcata
- Pseudobithynia levantica
- Pseudobithynia trichonis

##### Cochliopidae
- Heleobia foxianensis
- Tryonia diaboli

##### Hydrobiidae
- Alzoniella asturica
- Alzoniella delmastroi
- Alzoniella edmundi
- Alzoniella finalina
- Antrobia culveri
- Beddomeia capensis
- Beddomeia fallax
- Belgrandia conoidea
- Belgrandia lusitanica
- Belgrandiella adsharica
- Belgrandiella aulaei
- Belgrandiella wawrai
- Boetersiella sturmi
- Bracenica spiridoni
- Bythinella bavarica
- Bythinella carinulata
- Bythinella viridis
- Bythinella zyvionteki
- Bythiospeum bormanni
- Bythiospeum clessini
- Bythiospeum elseri
- Bythiospeum klemmi
- Bythiospeum labiatum
- Bythiospeum lamperti
- Bythiospeum nocki
- Bythiospeum noricum
- Bythiospeum sterkianum
- Bythiospeum taxisi
- Daphniola exigua
- Falsipyrgula barroisi
- Falsipyrgula pfeiferi
- Fonscochlea aquatica
- Fonscochlea billakalina
- Giustia bodoni
- Giustia gofasi
- Giustia janai
- Giustia midarensis
- Graecoanatolica dinarica
- Graecoanatolica lacustristurca
- Graecoanatolica pamphylica
- Graecoanatolica tenuis
- Graziana cezairensis
- Graziana klagenfurtensis
- Graziana provincialis
- Graziana trinitatis
- Hadopyrgus anops
- Hadopyrgus brevis
- Hauffenia jadertina
- Hauffenia kerschneri
- Hauffenia nesemanni
- Hauffenia wienerwaldensis
- Heideella knidirii
- Heideella sp. nov. 'salahi'
- Hemistomia pusillior
- Heterocyclus perroquini
- Heterocyclus petiti
- Horatia sp. nov. 'aghbalensis'
- Horatia sp. nov. 'haasei'
- Hydrobia guyenoti
- Hydrobia maroccana
- Hydrobia plena
- Hydrobia schoutedeni
- Iglica bagliviaeformis
- Islamia henrici
- Islamia pallida
- Jardinella acuminata
- Jardinella exigua
- Jardinella jesswiseae
- Jardinella pallida
- Jardinella zeidlerorum
- Leiorhagium montfaouense
- Leiorhagium ruali
- Leptopyrgus manneringi
- Lyhnidia gjorgjevici
- Maroccopsis agadirensis
- Marstonia agarhecta
- Mercuria meridionalis
- Mercuria vindilica
- Meridiopyrgus murihiku
- Moominia willii
- Narentiana vjetrenicae
- Ohridohauffenia depressa
- Ohridohauffenia rotonda
- Ohridohauffenia sanctinaumi
- Ohridohoratia carinata
- Ohrigocea karevi
- Ohrigocea miladinovorum
- Ohrigocea ornata
- Ohrigocea samuili
- Ohrigocea stankovici
- Parabythinella macedonica
- Paxillostium nanum
- Pezzolia radapalladis
- Plagigeyeria deformata
- Plagigeyeria zetaprotogona
- Pseudamnicola geldiayana
- Pseudamnicola lucensis
- Pseudamnicola solitaria
- Pyrgohydrobia prespaensis
- Pyrgulopsis aloba
- Pyrgulopsis bernardina
- Pyrgulopsis cruciglans
- Pyrgulopsis metcalfi
- Salenthydrobia ferrerii
- Sardohoratia islamioides
- Saxurinator montenegrinus
- Saxurinator sketi
- Spathogyna fezi
- Tarraconia rolani
- Tongapyrgus subterraneus
- Trochidrobia inflata
- Vinodolia fiumana
- Vinodolia fluviatilis
- Vinodolia gluhodolica
- Vinodolia scutarica

##### Littorinidae
- Cremnoconchus carinatus
- Cremnoconchus syhadrensis

##### Moitessieriidae
- Paladilhia gloeeri
- Spiralix valenciana

##### Pomatiidae
- Tropidophora articulata
- Tropidophora deburghiae
- Tropidophora gardineri

##### Pomatiopsidae
- Fenouilia kreitneri
- Pachydrobia zilchi
- Tomichia differens
- Tomichia ventricosa
- Tomichia zwellendamensis

##### Stenothyridae
- Stenothyra huaimoi

#### Neogastropoda

##### Conidae
- Conus ateralbus
- Conus belairensis
- Conus bruguieresi
- Conus cloveri
- Conus crotchii
- Conus cuneolus
- Conus echinophilus
- Conus fernandesi
- Conus hybridus
- Conus mercator
- Conus unifasciatus

#### Sorbeoconcha

##### Melanopsidae
- Melanopsis dircaena
- Melanopsis etrusca
- Melanopsis letourneuxi
- Melanopsis magnifica
- Melanopsis mourebeyensis
- Melanopsis scalaris

##### Pachychilidae
- Brotia pageli
- Madagasikara johnsoni
- Madagasikara madagascarensis
- Madagasikara vazimba
- Madagasikara vivipara
- Potadoma angulata
- Potadoma nyongensis
- Potadoma ponthiervillensis
- Potadoma trochiformis
- Potadoma zenkeri

##### Paludomidae
- Bathanalia howesi
- Cleopatra athiensis
- Cleopatra mweruensis
- Cleopatra pilula
- Cleopatra rugosa
- Hirthia littorina
- Paludomus ajanensis
- Paludomus messageri
- Potadomoides pelseneeri
- Pseudocleopatra bennikei

##### Pleuroceridae
- Elimia bellula
- Io fluvialis
- Leptoxis taeniata
- Pleurocera foremani

##### Semisulcospiridae
- Juga hemphilli
- Juga occata

##### Thiaridae
- Melanoides crawshayi
- Melanoides kinshassaensis
- Melanoides wagenia
- Semisulcospira morii

#### Stylommatophora

##### Acavidae
- Ampelita fulgurata
- Ampelita julii
- Stylodonta studeriana

##### Achatinellidae
- Elasmias ovatulum
- Newcombia canaliculata
- Newcombia cumingi
- Newcombia lirata
- Newcombia perkinsi
- Newcombia pfeifferi
- Newcombia sulcata
- Partulina mighelsiana
- Partulina perdix
- Partulina physa
- Partulina proxima
- Partulina redfieldi
- Partulina semicarinata
- Partulina splendida
- Partulina tappaniana
- Partulina tessellata
- Partulina variabilis
- Perdicella helena

##### Amastridae
- Leptachatina lepida

##### Ariophantidae
- Macrochlamys sp. nov. 'White, umbilicate'
- Microcystina sp. nov. 'Kien Luong'

##### Athoracophoridae
- Triboniophorus sp. nov. 'Kaputar'

##### Camaenidae
- Amplirhagada astuta
- Amplirhagada questroana
- Cristilabrum bubulum
- Cristilabrum buryillum
- Cristilabrum grossum
- Cristilabrum solitudum
- Cupedora evandaleana
- Damochlora millepunctata
- Glyptorhagada silveri
- Kimboraga exanima
- Meridolum corneovirens
- Nanotrachia orientalis
- Thersites mitchellae

##### Cerastidae
- Pachnodus becketti
- Pachnodus fregatensis
- Pachnodus kantilali
- Pachnodus niger
- Pachnodus ornatus

##### Charopidae
- Ba humbugi
- Orangia cookei
- Orangia sporadica
- Pilula mahesiana
- Ptychodon schuppi
- Radioconus riochcoensis
- Radiodiscus amdenus
- Semperdon uncatus
- Sinployea princei
- Sinployea rotumana
- Trachycystis haygarthi

##### Chlamydephoridae
- Chlamydephorus purcelli

##### Clausiliidae
- Albinaria torticollis
- Boettgeria crispa
- Carinigera lophauchena
- Carinigera pellucida
- Carinigera pharsalica
- Charpentieria eminens
- Charpentieria grohmanniana
- Charpentieria leucophryna
- Charpentieria nobilis
- Lampedusa imitatrix

##### Cochlicellidae
- Obelus discogranulatus

##### Cochlicopidae
- Cryptazeca kobelti
- Cryptazeca monodonta

##### Endodontidae
- Aaadonta constricta
- Aaadonta fuscozonata
- Hirasea acutissima
- Hirasea chichijimana
- Hirasea diplomphalus
- Hirasea insignis
- Hirasea operculina
- Thaumatodon hystricelloides
- Thaumatodon subdaedalea

##### Enidae
- Brephulopsis subulata
- Napaeus doliolum
- Napaeus myosotis
- Napaeus nanodes

##### Euconulidae
- Ctenophila caldwelli
- Ctenophila setiliris
- Dancea rodriguezensis
- Dupontia perlucida
- Hacrochlamys lineolatus
- Lamprocystis hahajimana

##### Ferussaciidae
- Amphorella tuberculata

##### Helicarionidae
- Advena charon
- Dolapex amiculus
- Erepta odontina
- Kaliella aldabra
- Lutilodix imitratrix
- Mathewsoconcha belli

##### Helicidae
- Arianta chamaeleon
- Codringtonia codringtonii
- Cornu mazzullii
- Helix godetiana
- Helix texta
- Helix valentini
- Hemicycla fuenterroquensis
- Hemicycla pouchadan
- Iberus gualtieranus
- Lampadia webbiana
- Marmorana nebrodensis
- Tacheocampylaea acropachia
- Tacheocampylaea cyrniaca
- Tacheocampylaea tacheoides
- Theba grasseti

##### Helicodontidae
- Helicodonta wilhelminae

##### Helminthoglyptidae
- Helminthoglypta callistoderma

##### Hygromiidae
- Actinella carinofausta
- Canariella eutropis
- Canariella huttereri
- Candidula grovesiana
- Candidula setubalensis
- Caseolus calvus
- Cernuella rugosa
- Discula pulvinata
- Discula tectiformis
- Geomitra moniziana
- Geomitra tiarella
- Geomitra watsoni
- Helicella stiparum
- Hystricella echinulata
- Leptaxis caldeirarum
- Leptaxis minor
- Leptaxis wollastoni
- Monacha auturica
- Pyrenaearia organiaca
- Serratorotula coronata
- Trochulus biconicus
- Xerocrassa edmundi
- Xerocrassa montserratensis
- Xerocrassa moraguesi
- Xerosecta adolfi
- Xerotricha gasulli
- Xerotricha pavida

##### Lauriidae
- Leiostyla concinna
- Leiostyla falknerorum

##### Limacidae
- Malacolimax wiktori

##### Orculidae
- Orculella aragonica

##### Orthalicidae
- Boninena callistoderma
- Boninena hiraseana
- Boninena ogasawarae
- Bothriembryon perobesus
- Bothriembryon praecelcus
- Bulimulus cinerarius
- Bulimulus cucullinus
- Bulimulus nux
- Bulimulus olla
- Bulimulus perspectivus
- Bulimulus planospira
- Bulimulus rugulosus
- Orthalicus reses reses
- Placostylus graeffei
- Placostylus guanensis
- Placostylus hoyti
- Placostylus kantavuensis
- Placostylus ochrostoma
- Placostylus seemanni

##### Oxychilidae
- Oxychilus aegopinoides
- Oxychilus basajauna
- Oxychilus fuscosus
- Oxychilus pilula
- Retinella osoriensis

##### Parmacellidae
- Drusia tenerifensis

##### Partulidae
- Eua zebrina
- Palaopartula thetis
- Partula auraniana
- Samoana conica
- Samoana diaphana
- Samoana thurstoni

##### Polygyridae
- Mesodon clenchi

##### Pristilomatidae
- Vermetum tamadabaensis
- Vitrea nadejdae
- Vitrea spelaea
- Vitrea zilchi

##### Rhytididae
- Occirhenea georgiana
- Ouagapia perryi
- Victaphanta compacta

##### Sphincterochilidae
- Sphincterochila insularis

##### Streptaxidae
- Careoradula perelegans
- Edentulina moreleti
- Glabrennea gardineri
- Gonospira deshayesi
- Gonospira uvula
- Gulella antelmeana
- Gulella aprosdoketa
- Gulella claustralis
- Gulella taitensis
- Imperturbatia constans
- Imperturbatia violescens
- Microstrophia modesta
- Tayloria urguessensis subangulata

##### Strophocheilidae
- Megalobulimus fragilion
- Megalobulimus lopesi
- Megalobulimus parafragilior

##### Subulinidae
- Euonyma curtissima
- Subuliniscus arambourgi

##### Succineidae
- Quickia aldabrensis
- Succinea piratarum
- Succinea quadrasi

##### Trochomorphidae
- Videna oleacina

##### Urocyclidae
- Thapsia buraensis
- Thapsia snelli

##### Valloniidae
- Vallonia suevica

##### Vertiginidae
- Truncatellina arcyensis
- Vertigo heldi

##### Vitrinidae
- Eucobresia pegorarii

##### Zonitidae
- Doraegopis boeoticus
- Trochomorpha albostriata
- Trochomorpha apia
- Trochomorpha tavinniensis
- Trochomorpha transarata
- Zonites euboeicus
- Zonites graecus
- Zonites kobelti
- Zonites labiosus
- Zonites messenicus
- Zonites oertzeni

#### Systellommatophora

##### Veronicellidae
- Laevicaulis haroldi

#### Vetigastropoda

##### Haliotidae
- Haliotis kamtschatkana

## Nemertina

### Enopla

#### Hoplonemertea

##### Prosorhochmidae
- Antiponemertes allisonae

## Onychophora

### Onychophora

#### Onychophora

##### Peripatidae
- Macroperipatus insularis

##### Peripatopsidae
- Tasmanipatus anophthalmus